# Retignano
Retignano è una frazione del comune italiano di Stazzema, nella provincia di Lucca, in Toscana.
Nato come insediamento dei Liguri Apuani (luogo già però abitato nella preistoria, dal periodo Eneolitico e per questo antichissimo) cadde poi sotto il dominio dei Romani, che lo fondarono nel 177 a.C. e lo aiutarono a svilupparsi, rendendolo uno dei principali centri dell'Alta Versilia, sulle Alpi Apuane, nota roccaforte di avvistamento dei nemici provenienti dal mare e punto strategico di rifornimento di legname, vari materiali estrattivi e marmo. Dopo un periodo di indipendenza in veste di comunello, durato diversi secoli, nel 1776 il granduca Pietro Leopoldo sottrasse al paese questo titolo, assoggettandolo al dominio di Lucca, della cui provincia oggi fa parte. Retignano tornò a prosperare nella seconda metà dell'Ottocento grazie all'apertura delle cave di marmo, siti estrattivi del pregiato "bardiglio fiorito", apprezzato soprattutto dagli inglesi, gli stessi finanziatori del progetto.
Nel periodo tra le due guerre mondiali, il paese conobbe un rapido spopolamento, causato dall'emigrazione verso le grandi città o verso l'estero, particolarmente il Nord America o l'Argentina. Assediato dai tedeschi e sfruttato per la sua posizione invidiabile, venne poi "riconquistato" dai soldati americani che vi posero una delle loro basi principali durante la fase di avanzamento presso la Linea Gotica.

## Geografia fisica

### Territorio

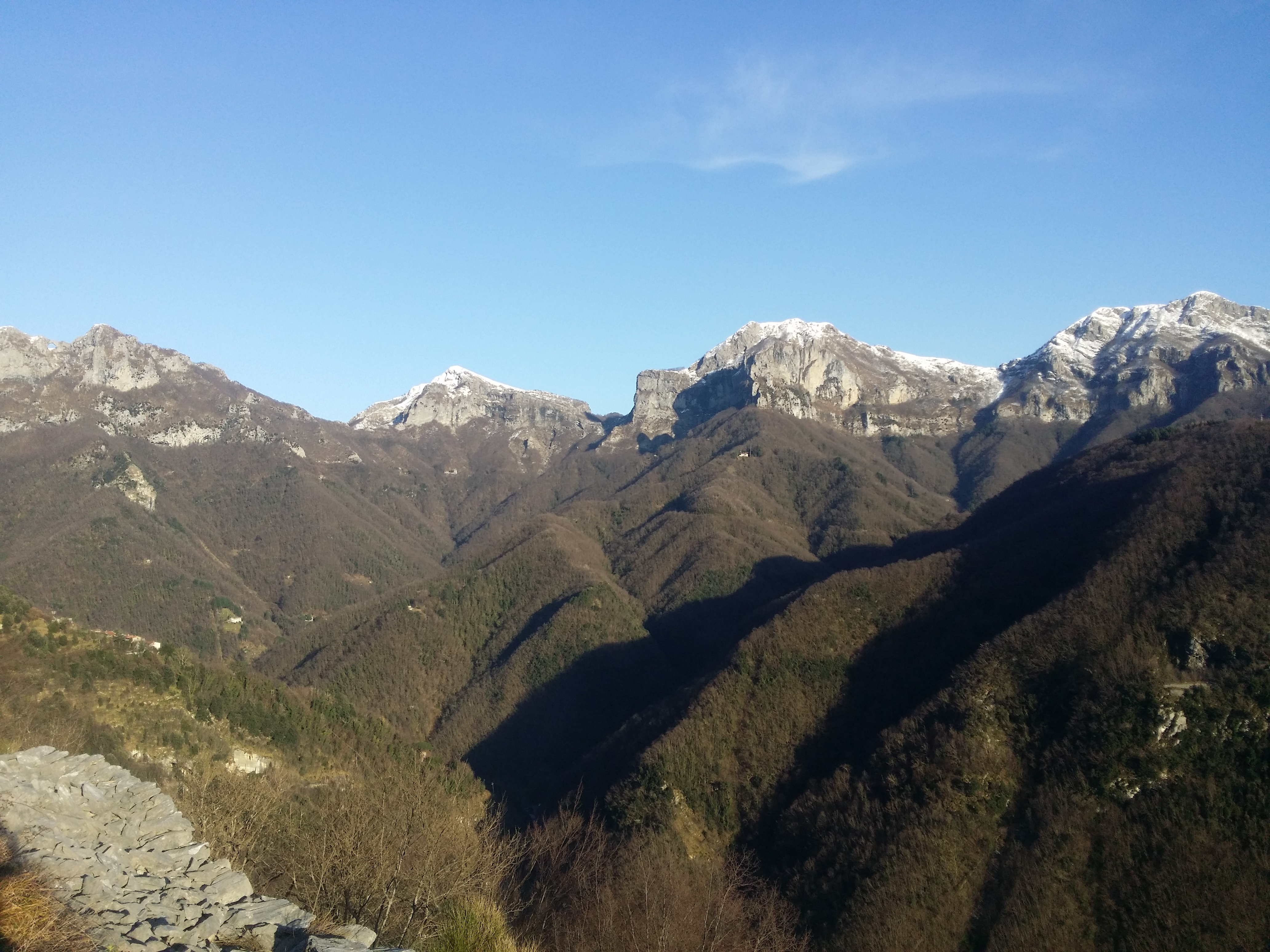
Le Alpi Apuane viste da Retignano

Retignano sorge a un'altitudine di 396 metri s.l.m. e raggiunge la massima altitudine ai 913 metri delle punte di Mont'Alto, dove esistono i resti di un'antica cava di "rosso rubino" (un marmo pregiato presente solo in poche zone) e luoghi di estrazioni di bardiglio e "bardiglio fiorito".
Gode di un clima mite grazie all'apertura sul mare, anche se d'inverno non mancano le nevicate, e, grazie alla sua posizione collinare, da Retignano è possibile vedere la valle dello stazzemese quasi al completo. Si possono vedere i rilievi del monte Pania, Corchia, Matanna, Nona, Procinto, Lieto, Cavallo e tutte le montagne attigue. Per questo motivo era sede di fortini di avvistamento che avvertivano i valligiani dei pericoli di attacchi nemici provenienti dalla costa.

### Clima
In base alla media trentennale di riferimento (1961-1990), la temperatura media del mese più freddo, gennaio, è di 6,6 °C; quella del mese più caldo, luglio, si attesta +22,5 °C.
Le precipitazioni medie annue nel medesimo trentennio si attestano a 1.914,5 mm, con elevato picco tra autunno e inverno e con minimo relativo in estate.
| Stazzema Retignano                                   | Mesi  | Mesi  | Mesi  | Mesi  | Mesi  | Mesi  | Mesi  | Mesi  | Mesi  | Mesi  | Mesi  | Mesi  | Stagioni | Stagioni | Stagioni | Stagioni | Anno    |
| Stazzema Retignano                                   | Gen   | Feb   | Mar   | Apr   | Mag   | Giu   | Lug   | Ago   | Set   | Ott   | Nov   | Dic   | Inv      | Pri      | Est      | Aut      | Anno    |
| ---------------------------------------------------- | ----- | ----- | ----- | ----- | ----- | ----- | ----- | ----- | ----- | ----- | ----- | ----- | -------- | -------- | -------- | -------- | ------- |
| T. max. media (°C)                                   | 10,1  | 10,5  | 12,9  | 16,4  | 20,9  | 24,4  | 27,7  | 27,5  | 24,6  | 20,2  | 14,9  | 11,8  | 10,8     | 16,7     | 26,5     | 19,9     | 18,5    |
| T. media (°C)                                        | 6,6   | 7,1   | 9,1   | 12,3  | 16,3  | 19,7  | 22,5  | 22,2  | 19,7  | 15,7  | 11,2  | 8,2   | 7,3      | 12,6     | 21,5     | 15,5     | 14,2    |
| T. min. media (°C)                                   | 3,1   | 3,7   | 5,2   | 8,2   | 11,6  | 14,9  | 17,4  | 16,9  | 14,8  | 11,1  | 7,4   | 4,7   | 3,8      | 8,3      | 16,4     | 11,1     | 9,9     |
| Precipitazioni (mm)                                  | 235,0 | 179,7 | 180,4 | 156,0 | 139,9 | 96,2  | 53,0  | 102,7 | 145,9 | 195,1 | 230,7 | 199,9 | 614,6    | 476,3    | 251,9    | 571,7    | 1 914,5 |
| Radiazione solare globale media (centesimi di MJ/m²) | 610   | 880   | 1 350 | 1 710 | 2 090 | 2 290 | 2 310 | 1 960 | 1 490 | 1 020 | 640   | 480   | 1 970    | 5 150    | 6 560    | 3 150    | 16 830  |

I dati delle precipitazioni sono aggiornati all'anno 2000.

## Storia

### I primi insediamenti
Attraverso alcuni ritrovamenti si può sostenere che la zona dell'attuale Retignano fosse già popolata in epoca preistorica, dal periodo del Paleolitico fino all'età del bronzo e del ferro. Origini più certe del paese possono risalire al ventennio dal III-II secolo a.C., in epoca romana, quando gli abitanti delle Alpi Apuane erano i noti Liguri Apuani. Si ritiene, infatti, che già allora esisteva un piccolo gruppo di casupole circondate da molti campi coltivati, alcuni dei quali in comune con gli altri insediamenti vicini di Terrinca e Levigliani, in cui sono stati anche rinvenute alcune tracce di questa popolazione. Con Levigliani condivideva anche una piccola necropoli, in località "Le piane", nella zona alta del paese.
I Liguri Apuani, o più semplicemente Apuani, erano una popolazione che si suddivideva in varie tribù, chiamate Nomen dagli storici romani; una di queste si stanziò tra i massicci montuosi del complesso di Mont'Alto, un'area molto estesa, delimitata da confini naturali e piena di risorse, tra cui torrenti, piante medicinali e fauna. Qui gli Apuani conducevano una vita seminomade e sfruttavano le zone di Retignano come nucleo abitativo dai mesi primaverili fino al primo inverno. Nelle zone più riparate e le radure di "Gordici" e "Valimoni", località di Retignano situate nei boschi, a circa 700 metri s.l.m., chiamate dagli Apuani luki, sorgevano i resti di piccoli insediamenti. In caso di guerra, era previsto il ricorso ad una cima fortificata, una vetta da cui poter scorgere l'orizzonte e segnalare tempestivamente l'arrivo dei nemici. Per Retignano, tale vetta coincide con la sommità del monte "Castello", la cui etimologia probabilmente ha a che vedere con questo fatto. Da lì è possibile vedere l'intera vallata versiliese, la costa e, nelle giornate serene, anche uno scorcio sull'arcipelago toscano. Le lacune lasciate dalla storiografia romana non hanno permesso di identificare la tribù che popolava Retignano. Si ritiene che fossero i Vasates, abitanti di Basati, località antistante Retignano e che da essi deriva il suo nome.
Nel corso dei secoli, a causa del grande interesse mostrato dai Romani per le risorse della Versilia, i Liguri Apuani furono più volte attaccati dalle milizie romane. Dopo la sconfitta di Annibale, come racconta Tito Livio, nel 193 a.C. i Liguri presero l'iniziativa, contrattaccando i Romani ed avviando così un lungo periodo di guerra. Retignano fu una delle principali roccaforti dei Liguri Apuani, tanto osteggiata da Roma.
I Romani disponevano di molti armamenti e di una cultura della guerra più sviluppata, per cui in più occasioni riuscirono a sopraffare i Liguri i quali, dal canto loro, potevano sfruttare la conoscenza del territorio per meglio organizzare offensive e ritirate.
Nel 186 a.C., i Liguri inflissero una pesante sconfitta alle truppe del console Quinto Marcio Filippo, attirando centinaia di legionari romani in una serie di strette gole e terreni scoscesi. Il luogo del disastro, secondo Tito Livio, prese poi il nome di Saltus Marcius, ovvero "il salto di Marcio". Lo storico romano racconta che i Romani dovettero spogliarsi delle armi soltanto per battere ritirata più velocemente.
(Tito Livio, Ab Urbe Condita, XXXIX, 20, 5-10)

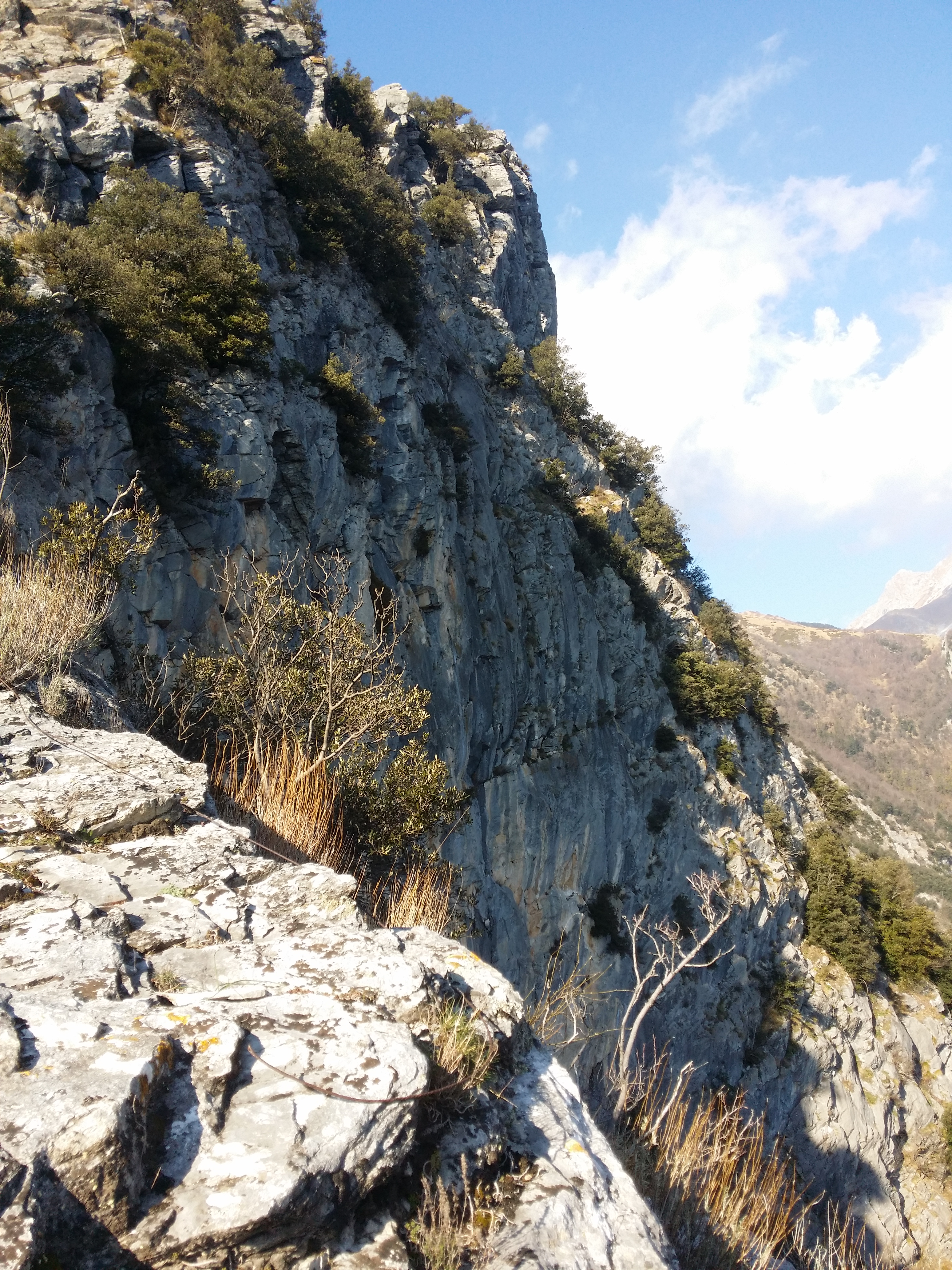
Alla base di questo dirupo si troverebbe il Saltus Marcius di cui parla Tito Livio

La zona, un colle denominato ancora oggi "Colle Marcio", è stata individuata lungo il sentiero che collega Retignano al paese di Volegno, una cresta boscosa che scende dal Monte Alto fino a sbarrare il Vezza nei pressi di Pontestazzemese.
In ogni caso, la vittoria del Saltus Marcius ridiede nuova linfa agli Apuani che ripresero di buona lena le loro incursioni lungo il litorale versiliese, per limitare le quali Roma inviò il console di turno Marco Sempronio Tuditano che, nel 185 a.c., li costrinse a rientrare sulle montagne, ridando a Roma il controllo della fascia costiera da Pisa al Portus Lunae. Ma, anche in questo caso, la presunta vittoria non convinse per nulla il Senato, visto che negò il trionfo anche a quest’ultimo console.
Cominciò così un periodo in cui la situazione rimase costante: gli Apuani continuarono con le loro incursioni ed i Romani li ricacciavano sui monti. Presumibilmente si trattava di piccoli agguati attraverso i quali uno dei contendenti cercava di attirare l’altro nelle gole montane dove avrebbe potuto tendere delle imboscate, mentre l’altro lo inseguiva fin quando il terreno non diventava pericoloso.
Ma questa situazione di stallo e di continua guerriglia senza risultati concreti era inaccettabile per il Senato Romano. Per attuare i propri disegni espansionistici, esso necessitava di territori dove poter agire in tutta tranquillità, per cui fu presa la decisione di saldare il conto con gli Apuani una volta per tutte.
Approfittando sembra di una tregua e anticipando una spedizione che gli Apuani si attendeva no soltanto con l’arrivo dei due consoli in carica, i due proconsoli Publio Cornelio Cetego e Marco Bebio Tanfilo presero di sorpresa i Liguri che dovettero arrendersi. Tra il 180 a.C. ed il 179 a.C. gli Apuani furono sopraffatti e in parte furono deportati nel Sannio (Macchia di Circello, vicino a Benevento), in due scaglioni ed anni successivi composti, Tito Livio, di 40.000 e 7.000 individui.
Nonostante nel corso dei secoli i Liguri Apuani abbiano affrontato diverse guerre contro i Romani, spesso subendo pesanti sconfitte, si ritiene che non tutti furono deportati durante il periodo 180 – 179 a.C. e l'interesse di Roma nel tenere a freno questi nomadi si concentrava per lo più su quelli che abitavano la costa e la valle del Magra, ritenuti una minaccia per la sicurezza e il commercio nel porto di Luni.
In ogni caso, dopo la deportazione dei Liguri Apuani, nel 177 a.C. i loro domini a Retignano, Levigliani e Seravezza furono suddivisi dapprima in coloniae, con centro a Luni per Seravezza e Querceta, a Lucca per le zone montuose di Stazzema e Pietrasanta. Le colonie vennero poi suddivise in villaggi, sorti su colline di facile accesso. Ognuno di essi, divenuto un accampamento romano, prese il nome dal suo fondatore o governatore. L'attuale posizione di Retignano deriva, dunque, dall'epoca di dominazione romana.
Possiamo considerare, quindi, il 177 a.C. come effettivo anno di fondazione del borgo di Retignano in chiave romana. La località era definita in latino arcifinius, ovvero un tipo di suddivisione del territorio, così chiamato dalla Roma repubblicana, che indicava un appezzamento non ben praticabile a causa della morfologia (località montanara) e dove si era già cominciato a costruire prima dell'autorizzazione romana. Inizialmente, arcifinius indicava un terreno non ancora soggetto alle leggi imperiali, bensì ad altre straniere (in questo caso, degli Apuani o chi per essi). Stando alle opere De agrorum qualitate ("La qualità dei campi") e De controversiis di Sesto Giulio Frontino, politico e scrittore romano, un arcifinius indica un confine curvo, come quello posto alla estremità di un campo coltivato, montagne, corsi d'acqua... Retignano, come altre località versiliesi, appariva proprio come un insediamento arcifinium, specialmente per come apparve dopo la deportazione dei Liguri Apuani nel Sannio, che lasciò l'area quasi del tutto spopolata. L'analisi di vari fattori (tra cui la toponomastica, alcune tradizioni popolari e l'etnografia) porta a credere che Retignano, in veste di stazione romana, insieme a Pomezzana e Gallena fu ricavato dal frazionamento di aree più vaste, da cui poi avrebbe avuto origine il comunello di Farnocchia da una parte e il comune di Seravezza dall'altra. Sembrerebbe una tattica romana per iniziare a sottrarre territori alle comunità "indigene" locali. L'arcifinius dunque era il modello demoterritoriale con cui i romani spartirono la Versilia tra i loro coloni. Un modello che i nobili feudatari medievali, di origine longobarda e non, mantennero intatto, facendolo riemergere nei secoli successivi in veste di Comunello. Una simile spartizione di aiuta anche a comprendere come il feudalesimo e la servitù si siano così radicati nelle zone di Retignano e dintorni.
Nei primi secoli d.C., a causa delle incursioni di popoli barbari, furono costruiti diversi fortini nell'attuale zona di Retignano, molti dei quali ancora visibili, benché poco accessibili. Il fortino chiamato "Pineta" ancora oggi presenta le feritoie ed è visitabile, mentre gli altri (specialmente quelli del "roso" e il "casino") sono stati trasformati in marginette oppure metati.
La chiesa del paese risale invece all'VIII secolo d.C. e, secondo alcune fonti, fu edificata in data 29 dicembre, anche se l'anno non è del tutto chiaro.
Alcune ricerche su un documento del 31 agosto 855 d.C. fanno risalire il nome a Retinius (Retinio), romano a cui fu affidato il distretto del paese che poi divenne Ratiniana, Ratignano, San Pietro di Retignano ed infine Retignano. Il riferimento al santo patrono risale al 700 d.C., quando la cristianità si diffuse maggiormente in tutta la penisola e Retignano, alle dipendenze di Roma, ne assunse lo stesso patrono (San Pietro). Il 1º luglio 932 d.C. il borgo, denominato Ratignano come testimoniano certi registri dell'arcivescovato di Lucca, fu donato dal re longobardo Lotario alla cattedrale lucchese. Il 2 settembre 954 il paese era già di un certo livello e di lì a breve divenne comunello autonomo. All'epoca, la sua economia era largamente a sfondo agricolo.

### Dal Mille al Seicento

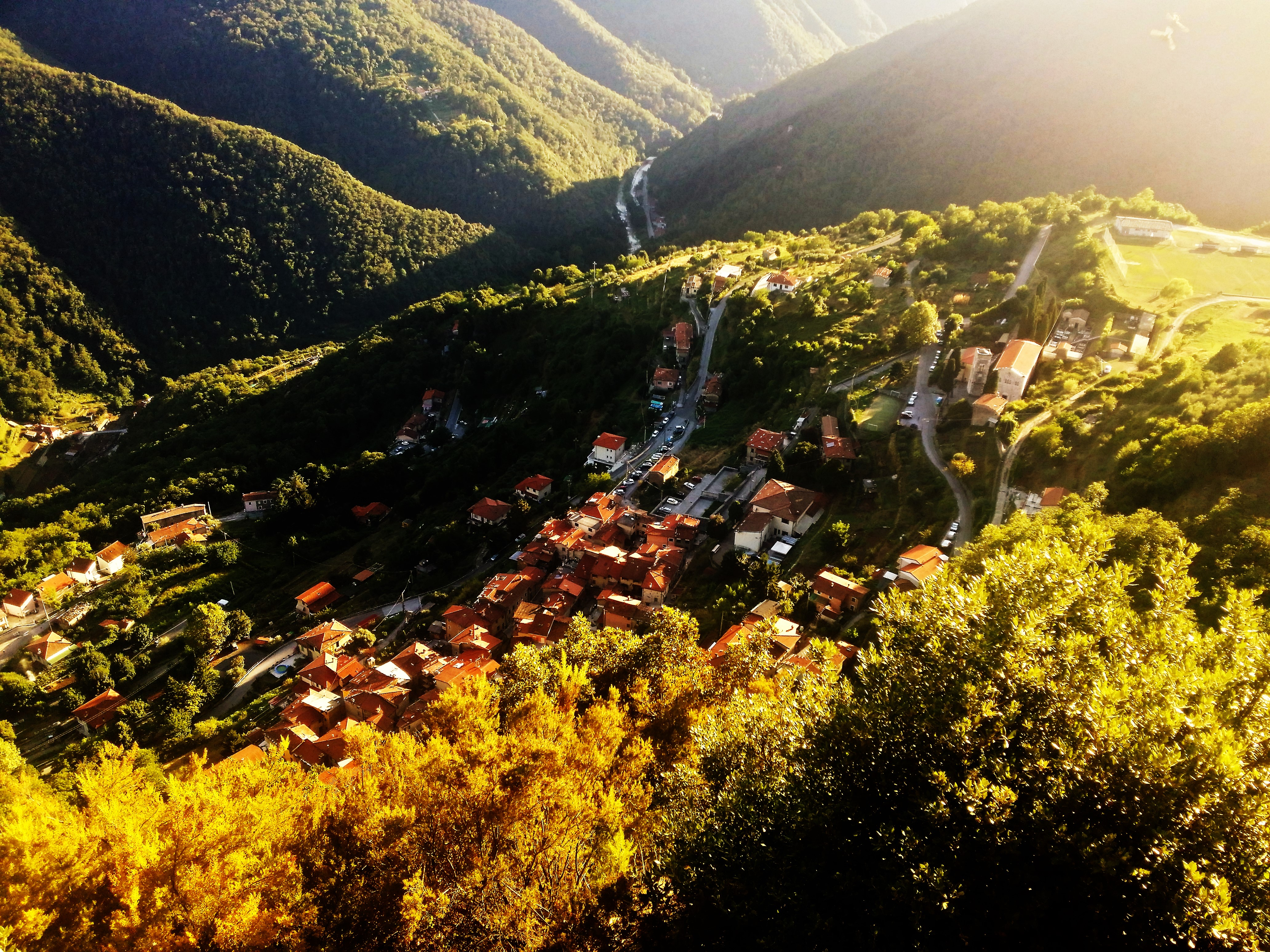
Retignano dall'alto, 2015

Il primo nucleo ad essere abitato, dopo il periodo dei Liguri Apuani, fu quello oggi chiamato "Caldaia" insieme anche alla “Corte”, così chiamata perché sede del primo Comunello autonomo verso la fine del 1100.
Il Barbacciani Fedeli, un saggio sulla storia e la configurazione politica
della Versilia nei secoli, attesta che il monte che sovrasta Retignano, noto come “Castello”, un tempo fosse un'antica rocca di avvistamento di popoli nemici
in avvicinamento e marcasse, inoltre, il confine tra la diocesi di Luni e
quella di Lucca.
Il Comunello di Retignano comprendeva, oltre al paese stesso, anche i territori di Ruosina, Iacco, Argentiera e Gallena, più una serie di insediamenti al di là del fiume, che gli abitanti oggi chiamano «dal fiume innà» (in versiliese, “al di là del fiume”), a sottolineare che non hanno un toponimo vero e proprio.
Tra il 1014 e il 1022, Retignano era ancora sottoposto al governo lucchese. Nell'archivio parrocchiale di Lucca un documento attesta che Grimizio (o Grimizzo), il vescovo della città, aveva imposto al paese di cedere parte delle rendite a beneficio di Donuccio da Porcari, detto "Sirichello". Retignano, data l'importanza assunta negli ultimi tempi, divenne ben presto Comunello autonomo (sul finire del XII secolo).
Nel 1220 il villaggio venne eretto a Curia per volontà del vicario Bonifazio di Santa Felicita di Valdicastello, con la presenza dei gruppi religiosi di Corvaia, Seravezza. In quel periodo, da dodici anni, il rettore della parrocchia era il diacono Bonaguida. Dopo essere stato richiamato d'ordine di papa Onorio III e dai canonici di Pisa, Taiperto e Suffredo, a comparire in giudizio davanti ad essi presso Sala, il diacono cominciò a temere per la propria incolumità e temendo le ritorsioni da parte del console di istanza a Valdicastello, si rifiutò più volte di presentarsi. Alla fine chiese di incontrarsi in un luogo "tranquillo", dove poteva non subire ritorsioni. Scelse quindi la località di "Lombrici", nei pressi di Camaiore. I parroci pisani accolsero la sua richiesta, ma Bonaguida non si presentò. Alla fine fu scomunicato con grande sdegno da parte della comunità locale.
Guido da Vallecchia, nei suoi Libri Memoriales del 1264, ci racconta che nel borgo,
già di proprietà dei Nobili di Versilia nel Duecento, si coltivavano grano, orzo, miglio e castagne. Sempre nel Duecento, i bacini minerari versiliesi erano già da tempo sfruttati e molti di essi costruiti in luoghi arroccati o comunque ben protetti, per evitare attacchi strategici alle attività estrattive. Tra il 1213 e il 1219, alcune famiglie longobarde si spartirono delle proprietà minerarie presso l'Argentiera e Farnocchia, all'epoca sotto il controllo di Retignano. Tuttavia, il lungo conflitto tra i feudatari locali e la signoria lucchese, si concluse con la distruzione, da parte di Lucca, di molti castelli e rocche al fine di danneggiare l'economia locale ed insediare i signorotti lucchesi nelle terrae novae di Pietrasanta e Camaiore.
Nello statuto della Repubblica di Lucca del 1308 era
stabilito che Retignano (notate il cambio di nome) dovesse offrire, nel giorno
di Santa Croce, un cero di quattro libbre. Questa offerta, di poco valore, qualificava Retignano come un paese dalla scarsa importanza nell'economia versiliese. Da altri registi emerge che nel 1401 a Retignano erano attivi 5 muratori e 5 tessitrici, mentre la maggioranza degli abitanti era dedita alle coltivazioni agricole. La perdita di molte attività estrattive aveva danneggiato pesantemente l'economia di Retignano e del comunello. Soltanto nel 1316, quando il dominio versiliese finì nelle mani di Castruccio Castracani, fu possibile riprendere l'attività estrattiva.
Tra il 1341 e il 1513, la Versilia e le attività minerarie videro l'alternarsi di periodi di attività e di inattività, causati dal continuo passaggio della zona tra i possedimenti di Pisa, Lucca, Genova ed infine Firenze. Vista la prosperità dell'area versiliese, i Medici si adoprarono parecchio ad assoggettare la zona al proprio dominio e difatti Retignano finì sotto Firenze nel 1484. Con una bolla del 1516, papa Leone X dei Medici annetté l'enclave di Pietrasanta nel dominio fiorentino. Poiché Firenze godeva di una certa stabilità, Cosimo I diede importanza alle miniere, alle montagne e al marmo versiliese, avviando una serie di nuove attività e scavi, favorendo l'economia locale e spingendo i Medici a costruire una residenza a Seravezza. Saranno proprio i Medici ad aiutare Retignano a riprendere l'economia, mentre le prime estrazioni marmifere risalgono all'Ottocento.
Sempre in epoca medicea, con lo sviluppo dell'artiglieria e di nuove tecniche belliche, l'incastellamento tipico dei borghi versiliesi cedette il passo a nuove, più piccole strutture, essenzialmente adoperate per l'avvistamento. In particolare Retignano, data la grande apertura su tutta la vallata versiliese e gli scorci sul Tirreno, fu dotato di versi forti di avvistamento. Nei boschi del paese, tra 500 e 600 metri slm, dominano i ruderi di una struttura fortificata di stampo medievale, relativi al dominio feudale dei consorti longobardi. Tra il 1255 il 1308 questo castello subì le sorti di tutti gli altri della Versilia, divenendo un rudere inutilizzato. Durante il dominio dei genovesi e dei fiorentini (Quattrocento-Cinquecento), la struttura era così diroccata da non essere nemmeno riconoscibile ed i nuovi governatori locali scelsero un nuovo edificio nei pressi della Chiesa di San Pietro, un luogo ancora oggi chiamato "Casino", ma di cui rimangono solo dei resti. La testimonianza di Gazzano, del 1405, sembrerebbe così spiegare il motivo per cui i retignanesi chiamano il loro monte "Il Castello".
Nel 1532 era attiva una fabbrica di ferro verso il Canale del Vezza. Nel 1535 in paese erano attivi 2 muratori, 2 bottai e un mugnaio. Passato nel frattempo sotto Firenze, il 17 settembre 1550 il nuovo statuto del Comunello, quando gli abitanti erano appena 213, venne approvato dal nuovo Governo Granducale. Sebbene non se ne conosca il motivo, nel 1558 molti uomini di Retignano, sostenuti da alcuni di Ruosina e Gallena, all'epoca un tutt'uno con Retignano, chiesero formalmente di passare sotto il comune di Pietrasanta. Quando l'Alta Versilia era costellata da comunelli, il comune di Stazzema ancora non esisteva. Questa richiesta venne respinta dopo vari tentativi a causa di screzi interni al consiglio del comunello, tra chi era a favore di passare sotto Pietrasanta e coloro che preferivano l'autonomia.
Nel 1568 Matteo Inghirami, un procuratore delle miniere del Granduca di Toscana, scelse di abbattere alcuni edifici lungo il fiume (nella zona dell'attuale Ruosina) ed un mulino, al posto dei quali fece costruire una ferriera. Agli inizi del Seicento, quando il comunello di Retignano godeva di una certa prosperità, il borgo era utilizzato per controllare tutte le strade della Versilia e comunicare tempestivamente l'arrivo di bande nemiche, in particolar modo la cima del monte "il Castello" e le vette di Mont'Alto permettevano di tenere d'occhio tutte le altre frazioni.
Nel 1580 la chiesa di Retignano divenne indipendente dai religiosi di Lucca poiché prese a battezzare i nuovi nati in piena autonomia. Questo lascia intendere che, sul finire del Cinquecento, il borgo di Retignano conobbe un nuovo periodo di prosperità.

Tra il 1603 e il 1632, dopo alcuni liti con Farnocchia per questioni di confini, la granduchessa Maria Cristina risolse la questione limitando il comunello di Retignano ai primi insediamenti al di là del fiume e lasciandogli il pieno controllo del fiume a patto di garantire la sicurezza dei ponti e degli edifici lungo di esso. Amilcare Verona così scrisse su Retignano:
dalle fiorenti miniere dell’argento vivo ("mercurio", ndr) e del ferro, nonché da un copioso allevamento, in particolare ovini e bovini, affiancato da un’intensa attività agricola»
(Amilcare Verona, scritto personale)
Con questa testimonianza sappiamo che già nel Seicento erano fiorenti le miniere dell'argento vivo, ovvero il mercurio, rimaste attive fino alla metà del Novecento ed oggi ancora ricche e visitabili, ma non più in attività.

### 1700
Il Settecento si apre, per Retignano, con nuove opportunità ed una ritrovata prosperità economica che consente al comunello di restare in piedi. Nel 1712 il consiglio dei rappresentanti del popolo era composto da 50 persone, quando in paese erano attivi 4 muratori, 6 tessitori, 2 addetti ai mulini, una lucidatrice e coloro che lavoravano presso falegnamerie e segherie ad acqua. Ci si rende conto che la società del comunello di Retignano era gestita da un nucleo ristretto di lavoratori che tiravano avanti l'economia locale, mentre il fabbisogno principale del paese e dintorni era appannaggio dei contadini.

#### La produzione della canapa

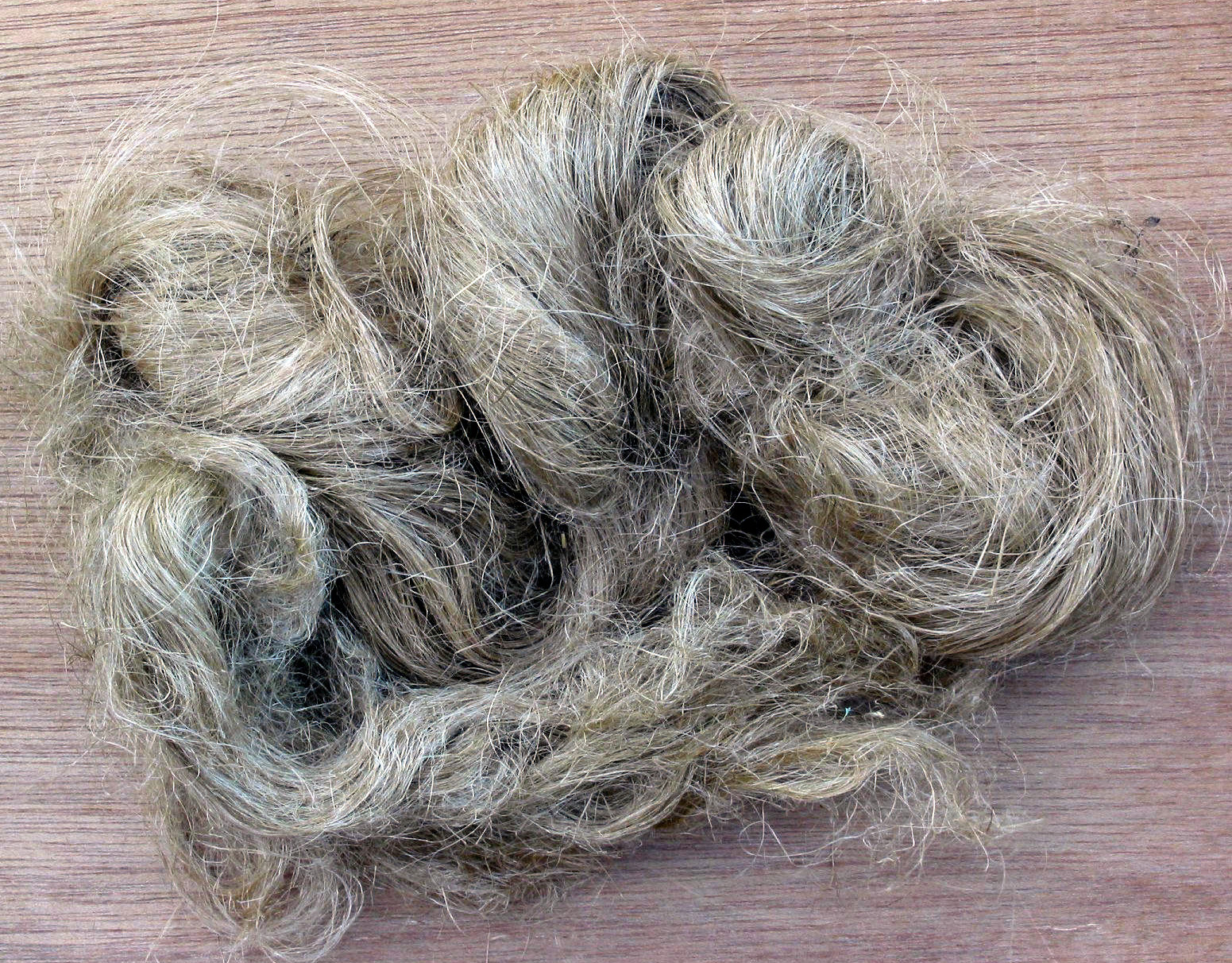
Fibre di canapa

La coltura della canapa in Versilia ha radici molto antiche. Si seminava all'inizio della primavera (fine marzo-inizio aprile) in un luogo pianeggiante, dove il terreno era umido. Il seme si spargeva come quello del grano ma molto più fitto, così da ottenere piante e dunque fibre più lunghe e resistenti. Le piante venivano svelte alla fine di luglio. Nella caligine di agosto, queste erano lasciate a seccare e poi portate a macerare nei cosiddetti "pozzi della canapa" (pozzi dalla canipe in dialetto), nei pressi di sorgenti d'acqua. Nel caso di Retignano, un luogo di coltivazione della canapa era il Canale di Rio, presso Montalto. Le piante restavano qualche giorno immerse in acqua, appesantite per evitare che restassero a galla. Dopodiché, esse venivano stese e lasciate al sole ad asciugare, le si legava in grandi fasci e si conducevano a casa. La lavorazione successiva era così divisa: agli uomini spettavano la stigliatura (ovvero il liberare le fibre, dette tiglio, dal nucleo legnoso degli steli) e la gramolatura, ovvero una seconda passata per liberare le fibre (la macchina impiegata era detta gramola); le donne erano in genere relegate le attività di pettinatura e successiva fattura dei "tozzi" e delle "roccate". Di solito, la filatura con la rocca la faceva la nonna. La lavatura e la sbiancatura era un lavoro affibbiato alle donne più giovani della casa. La riduzione a gomitolo la faceva il nonno ed infine la tessitura era praticata da una donna che disponeva di un telaio.
Con la canapa si potevano produrre diversi capi di abbigliamento, tovaglie e tovaglioli, sacchi eccetera. Il lavoro in sé non costava granché se non in termini di fatica e dedizione. Questo sfruttamento del territorio in tutte le sue sfaccettature era un'altra espressione dell'autarchia tanto radicata nella gente dei monti.
Francesco Campana testimonia che a Retignano la cultura della canapa era assai diffusa (infatti è rimasta in auge fino agli anni CInquanta del secolo scorso). Nel Settecento erano presenti ben sei telai, rendendo Retignano il quarto paese dell'attuale comune di Stazzema in termini di produzione di canapa (dopo Pomezzana, Le Mulina e Stazzema). Lo stesso Campana ci informa, però, che la produzione di canapa era destinata quasi esclusivamente ad uso proprio. Il commercio non era granché attivo e la produzione interna del capitanato di Pietrasanta era insufficiente, per cui diversi duchi della Toscana andavano a cercarla presso altri produttori regionali.

#### La produzione del baco da seta

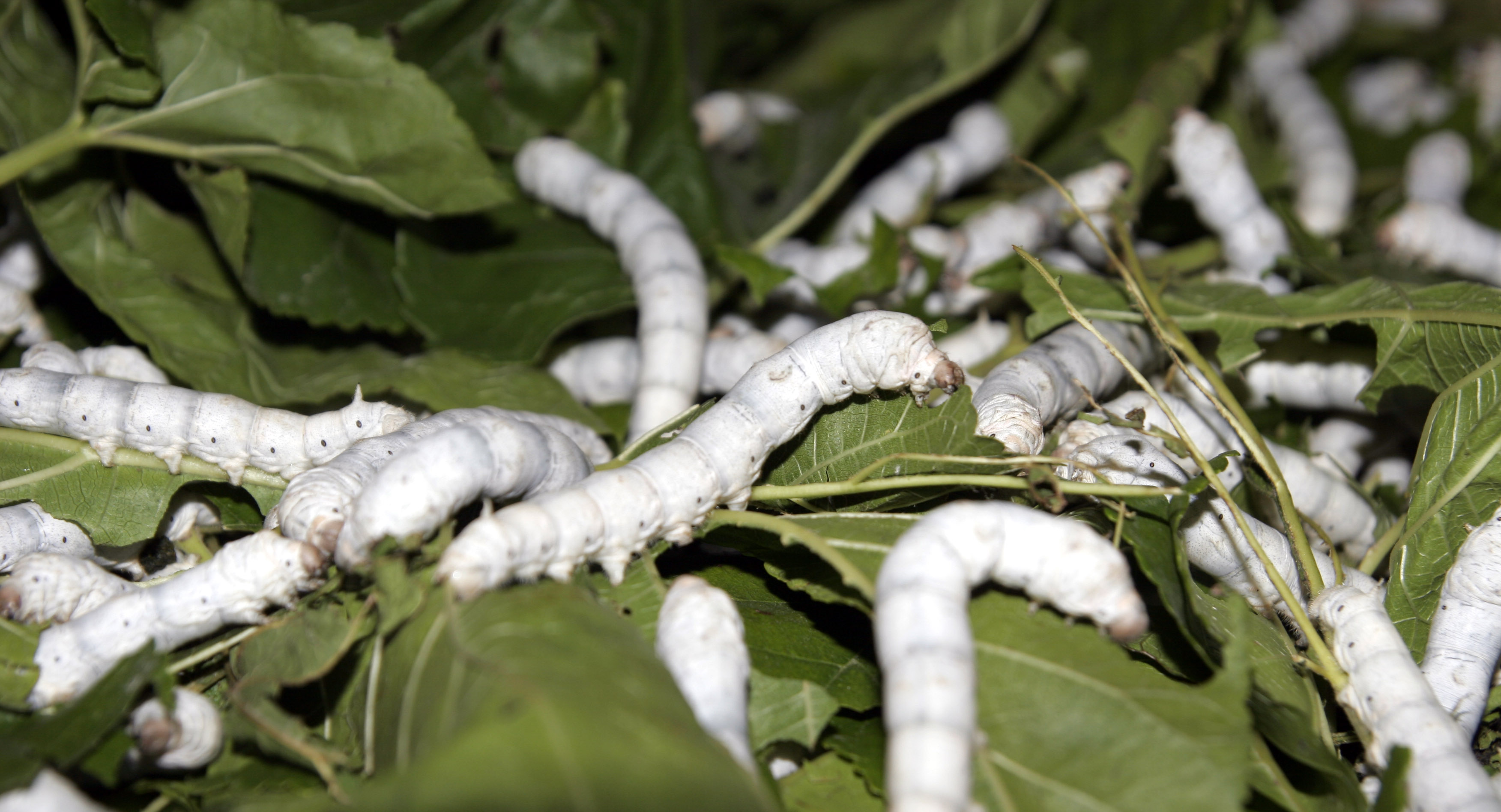
Bachi da seta

Il baco da seta riguardava una delle forze motrici principali dell'economia versiliese, sviluppatasi prima dell'apertura delle cave di marmo e poco dopo l'avvio dei commerci di olio. Documenti del 1406 già attestano che Retignano era uno dei produttori. Ad incrementare la coltivazione di gelso per l'allevamento dei bachi da seta furono i Fiorentini, a partire dal Cinquecento. Ad ogni modo, fu soltanto nel Settecento che la provincia di Lucca si distinse per la sua grande produttività. La lavorazione della seta affiancava quella più antica della lana e della canapa. Alcuni dati riportati dallo storico Francesco Campana dicono che Retignano, nel 1720, produceva in un anno 1530 libbre toscane di seta (corrispondenti, al giorno d'oggi, a circa 520 kg). Il ciclo iniziava verso la fine di aprile quando le cosiddette "semine", cioè le larve piccolissime e bianche, venivano persino "covate" dalle donne impegnate nell'attività, le quali mettevano un po' di larve in una sacchetta e la appendevano sotto la veste, per tenerle al caldo. Dopo una ventina di giorni (21-22) i primi "bechini" iniziavano a nascere, bianchi, lunghi e con la testa nera. Venivano lasciati nei pressi di un angolino nei vari focolari, in modo tale che non si raffreddassero, dentro un cesto coperto da un panno umido. Il loro nutrimento principale era (ed è tutt'oggi) il gelso, un tempo sparso ovunque sul territorio versiliese. Dopo aver raggiunto certe dimensioni, i bachi erano messi su dei cannicci a castello, in una speciale stanza della casa esposta alla luce solare, lontano dai venti (via dalle finestre). Dopo un altro mese i primi bozzoli iniziavano a comparire e venivano raccolti, poi venduti a peso. Una piccola quantità, di prima scelta, era utilizzata per le proprie necessità, un'altra invece veniva deposta sopra una scopa, cosicché dopo un paio di settimane si avevano le farfalle. Le femmine di quest'ultime deponevano le uova sulla scopa e da lì le donne procedevano con il recuperarle, facendo poi ripartire il ciclo da capo.
Nell'anno 1720 Retignano era composto da 94 case con 436 abitanti, pari a 88 famiglie. Un dato insolito riguarda il censimento del 1750, in cui invece registriamo solo 42 famiglie per un totale di 212 abitanti distribuiti in 46 case. Questa discrepanza di dati lascia intendere che i precedenti registri si riferissero a tutto il comunello e non soltanto a Retignano. Sono le prime avvisaglie dell'imminente "chiusura" di comunelli, come quelli di Retignano e Levigliani la cui prosperità durò fino al 17 giugno 1776 quando, per volere del Granduca di Toscana Pietro Leopoldo, vennero eliminati i comunelli ed il fulcro delle attività si spostò a Ruosina e poi a Stazzema, facendo nascere l'attuale comune.

### L'Ottocento

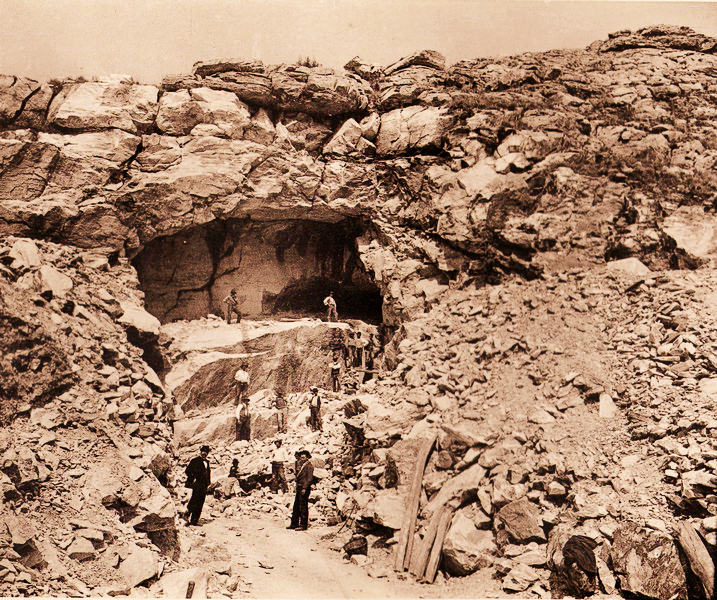
Le cave di Retignano a Mont'Alto, nel 1916. Cava detta "Messette"

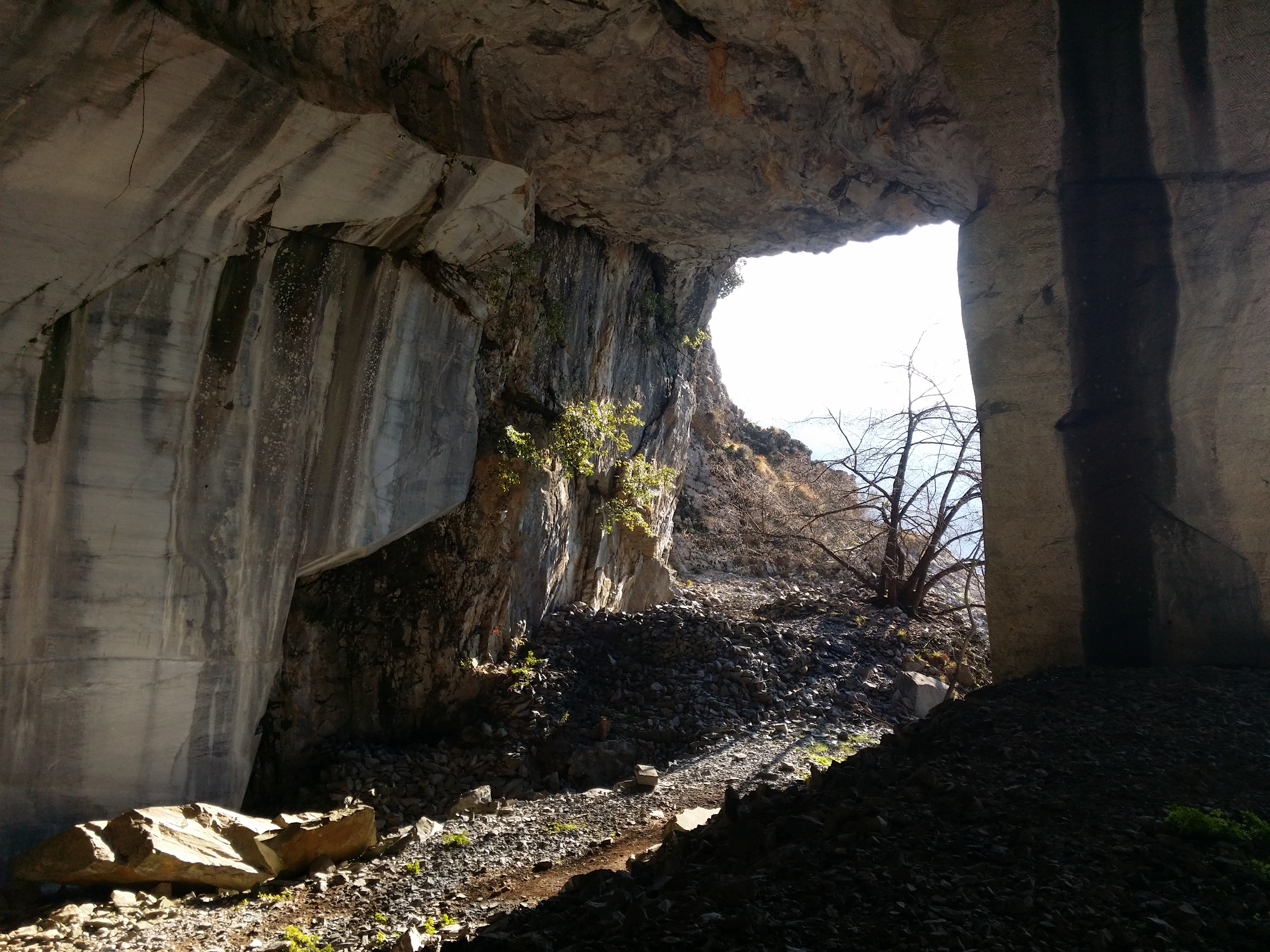
Una delle varie cave di bardiglio fiorito

Verso il 1820, un gruppo di imprenditori francesi e britannici visitò la Versilia. Mentre il francese Boumond e famiglia si stabilirono a Riomagno, Seravezza, l'inglese James Beresford (negli archivi segnato come Belessforde) e il suo socio Gybrin preferirono Retignano. Con l'aiuto degli abitanti, nell'estate del 1820 trovarono nella cava della Canaletta un pregiato marmo disponibile solo nelle montagne di Retignano, un insolito mix di mischio, turchino e bardiglio fiorito. Decisero di avviare una sessione estrattiva e spedirono subito via mare diversi blocchi marmiferi in Gran Bretagna, presumibilmente a Londra, dove alcuni monumenti sono in marmo versiliese, come Marble Arch. Il campione inviato piacque fin da subito agli inglesi, che decisero di avviare un commercio con Retignano. Nel 1821 i due imprenditori, Beresford e Grybrin, con l'appoggio locale, fondarono una compagnia e presero in affitto da Francesco Guglielmi, per nove anni e con il canone di 6000 scudi, una cava (Messette) dalla quale spedirono marmo in Inghilterra. Gli abitanti di Retignano furono particolarmente attivi nel contribuire alla ripresa dell'industria marmifera in Versilia, impegnandosi nelle cave di Gabro, Ajola, Gordici e Messette, facenti parte del complesso delle cave di Mont'Alto di Retignano (vedi sezione in basso). Nel 1845 i retignanesi si opposero all'imprenditore inglese William Walton, in quanto i suoi traffici marmiferi danneggiavano i loro terreni destinati al pascolo e alla raccolta di castagne e legne. Al tempo dell'Unità d'Italia, nel 1861, gli abitanti del paese erano impegnati in buona parte nelle escavazioni e l'economia divenne principalmente legata al marmo, con un progressivo venir meno di metà della coltivazione dei castagneti e una riduzione dei terreni destinati alle coltivazioni.
Alcuni documenti testimoniano che il marmo di Retignano fu adoperato anche nei lavori di ricostruzione del monastero di Montecassino.
A cavallo tra il Settecento e l'Ottocento diversi membri della comunità scientifica e non solo si interessarono al complesso delle Alpi Apuane. Molti naturalisti ed appassionati di montagna si recarono in visita ai borghi dell'Alta Versilia, tra cui anche Retignano. Nel periodo di riscoperta del passato e di espansione della scienza, Emilio Simi (1820-1875), naturalista e scrittore di Levigliani, accompagnò alcuni studiosi dell'Università di Pisa sulle Alpi Apuane, a partire dal 15 luglio 1844. Nelle varie visite che ne seguirono, accompagnate dal ritrovamento di reperti archeologici, l'apertura di nuove cave e sentieri, sempre più persone si unirono alle escursioni. Molti botanici e geologi europei passeggiarono sulle montagne in quell'epoca, tra cui il naturalista Ludwig Rutimeyer e diversi alpinisti inglesi, quali Douglas William Freshfield e Francis Fox Tuckett. La presenza di molti intellettuali anglosassoni nel paese di Retignano è documentata da alcune annotazioni presenti in un libro conservato a Pontestazzemese.
(Sir. Edward, 3 giugno 1888)
Al tempo stesso, altri intellettuali si lamentarono del disinteresse degli abitanti nei confronti delle meraviglie che il loro abitato offriva. In una delle spedizioni a fianco di Emilio Simi, l'ingegnere livornese Gustavo Dalgas, di origini danesi e autore di diversi articoli sulle Apuane, inveì contro i nativi del posto:
(Ing. Gustavo Dalgas, 1874)

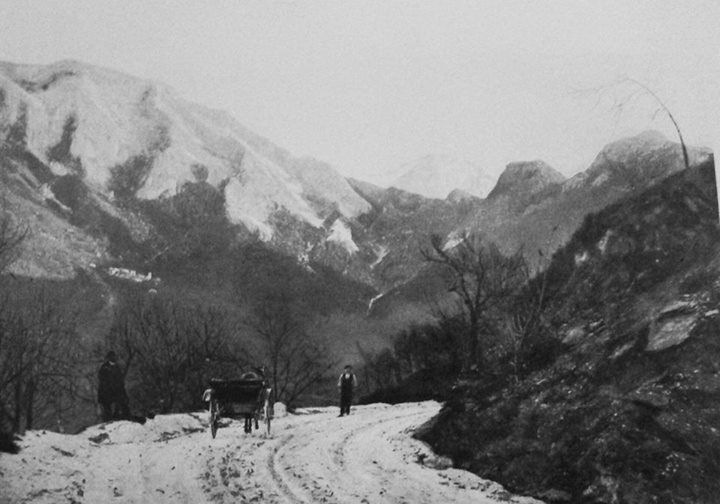
La via d'Arni a fine Ottocento, Retignano

Nel 1877 iniziarono i lavori per la costruzione della Via d'Arni, un progetto ambizioso volto a collegare i paesi di montagna con le località della pianura. Inizialmente pensato per il traffico dei marmi e di altre merci, ben presto si trasformò in una rete di servizio adibita anche ai passeggeri.
Retignano era servito da una fermata della rete delle tranvie della Versilia, composta da linee tranviarie a scartamento metrico a vapore per servizio passeggeri e merci, e attiva fra il 1916 ed il 1951. L'apertura al traffico passeggeri nella pianura versiliese avvenne all'inizio del 1916. Retignano ed altri paesi dell'Alta Versilia disposero, a partire dal 1923, di fermate adibite al trasporto di merci, specialmente il marmo estratto dalle cave. La seconda guerra mondiale, oltre alle forti privazioni economiche, comportò per la rete tranviaria versiliese pesantissimi danni in relazione alla dislocazione nel territorio della linea Gotica. Il 30 giugno 1951, con la circolazione dell'ultimo treno merci, la rete chiuse i battenti. Questo fattore si rivelerà cruciale per la definitiva chiusura delle cave di Retignano e Volegno, avvenuta un decennio più tardi.

### Il Novecento
In paese sono presenti due associazioni che riuniscono la cittadinanza: la centenaria Misericordia di Retignano, fondata nel 1908, e il Circolo Ricreativo Sportivo, fondato originariamente come C. R. Operaio.

#### Anni Trenta

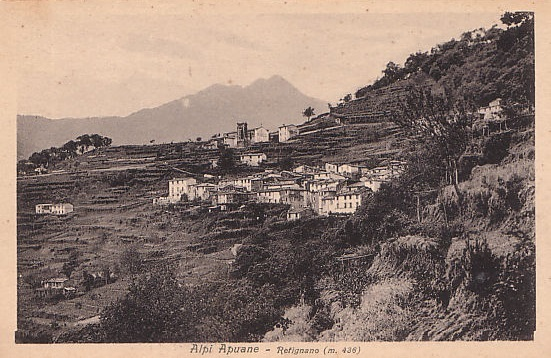
Cartolina del paese risalente al 1920

Nel periodo fascista, l'abbandono delle campagne aggravò una situazione già drammatica: le popolazioni locali avevano diversi appezzamenti di terreno sparsi qua e là e questa frammentazione del territorio impediva coltivazioni estensive, dovendo tener conto che i contadini dovevano camminare molto per spostarsi da un luogo all'altro. L'asperità montanara favoriva solo certi tipi di coltivazione, spesso insufficienti al sostentamento familiare. L'agricoltura, nel Novecento, non era più di sussistenza, ma veniva accompagnata da altri lavori, per esempio l'estrazione del marmo nelle cave. Già nel 1922 si constatava un insopportabile aumento dei prezzi dei beni di prima necessità e quando, con l'instaurarsi del fascismo, carni, pesce uova ed altri alimenti divennero prerogativa dei soli membri del partito, il malcontento popolare salì alle stelle. Tanto che il regime, il 17 gennaio 1930, emanò il Foglio d'Ordini n° 63 su cui era scritto di "prendere a ceffoni non solo i dissidenti, ma anche i mormoratori".
Gli allevatori locali gestivano greggi e bestiami più piccoli, poiché l'uso dei buoi come animali da traino era ormai stato sostituito dagli autoveicoli e dalle tranvie. La diffusione della corrente elettrica aveva cambiato anche il mondo della produzione artigianale, per cui la produzione di canapa e seta rimase più un'attività per i paesani piuttosto che una fonte di guadagno, dato che le fabbriche della piana potevano produrre molto di più in tempi più brevi. In questo clima generale, il podestà di Seravezza Massimo Bertoli aveva apertamente denunciato la drastica trasformazione dell'economia locale ed attraverso alcuni censimenti, il Partito Fascista si accorse della necessità di intervenire sul luogo. Per frenare le ribellioni e far aderire un maggior numero di uomini al partito, il 10 dicembre 1931 arrivò la disposizione per la quale "ai disoccupati e ai poveri si dovrà provvedere di preferenza mediante la distribuzione di buoni viveri". Anche alcuni anziani del paese ricordano come, per prendere il pane, fosse necessario mostrare la tessera del partito ed accompagnare ad essa un buono, con cui si poteva prelevare l'alimento d'interesse. Il 21 aprile 1932 il segretario generale del fascio di Lucca inviò dei buoni viveri ai segretari del partito sparsi nei vari comuni e borghi. Retignano ricevette, in prima battuta, buoni per un valore di 700 lire. Giudicate insufficienti dalla popolazione, ben presto, il 26 dello stesso mese, Retignano ricevette ulteriori 400 lire. Come annotava il quotidiano La Nazione, nell'ottobre del 1932, negli esercizi commerciali non era possibile reggere il passo con l'aumento dei prezzi. Dopo la crisi economica del 1933 la popolazione operaia dovette di nuovo affrontare disoccupazione e miseria, con le cave di Retignano che subirono una prima battuta d'arresto. Questo ci fa capire come mai un elevato numero di uomini si offrì volontario per arruolarsi nell'esercito di Mussolini e partecipare a spedizioni internazionali, come quelle in Africa e successivamente sui fronti di battaglia. L'ufficio provinciale di collocamento di Lucca non riuscì ad assolvere ad una domanda così massiccia di visti per l'espatrio. Se da un lato il Fascismo era sempre più acclamato, dall'altra i contadini versiliesi affamati non si facevano problemi a rubare dagli appezzamenti altrui. Scriveva così La Nazione il 5 ottobre 1935: "Questi branchi di predoni non temono neppure le reazioni dei proprietari [...] che in alcuni casi hanno preso a sassate o addirittura bastonato i ladri", in riferimento ad alcuni fatti avvenuti sulla via d'Arni e lungo le mulattiere tra Ruosina e Retignano. La situazione precipitò dal 1940 al 1943, a guerra già inoltrata, quando gli stessi fascisti di Pietrasanta si erano allarmati per la crescente demoralizzazione degli abitanti. La riduzione degli scambi commerciali voluta dalla politica autarchica di Mussolini, l'urbanizzazione e la diffusione di malattie come la tubercolosi spinsero molti versiliesi a ribellarsi al fascio. Mentre nella piana alcune persone venivano processate per i reati più banali, come il furto di una gallina, molti Retignanesi scelsero di emigrare finché fu loro possibile, generalmente tentando di ricongiungersi a parenti già andati via dall'Italia.
Molti scelsero di trovare la fortuna all'estero, disperdendo così le loro origini nei Paesi stranieri. La maggiore fonte di ispirazione fu il continente americano, considerando che in parecchi partirono alla volta degli Stati Uniti o dell'Argentina. In proporzione minore, molti emigrarono verso il Nord Europa in paesi come Germania e Svezia. Questo fenomeno di emigrazione riguardò anche l'Italia, in un periodo in cui, vicini alla Ricostruzione, si voleva migliorare le proprie condizioni di vita. Molti retignanesi cercarono lavoro nelle città e il fenomeno contribuì a ridurre notevolmente il numero degli abitanti.

#### 1944

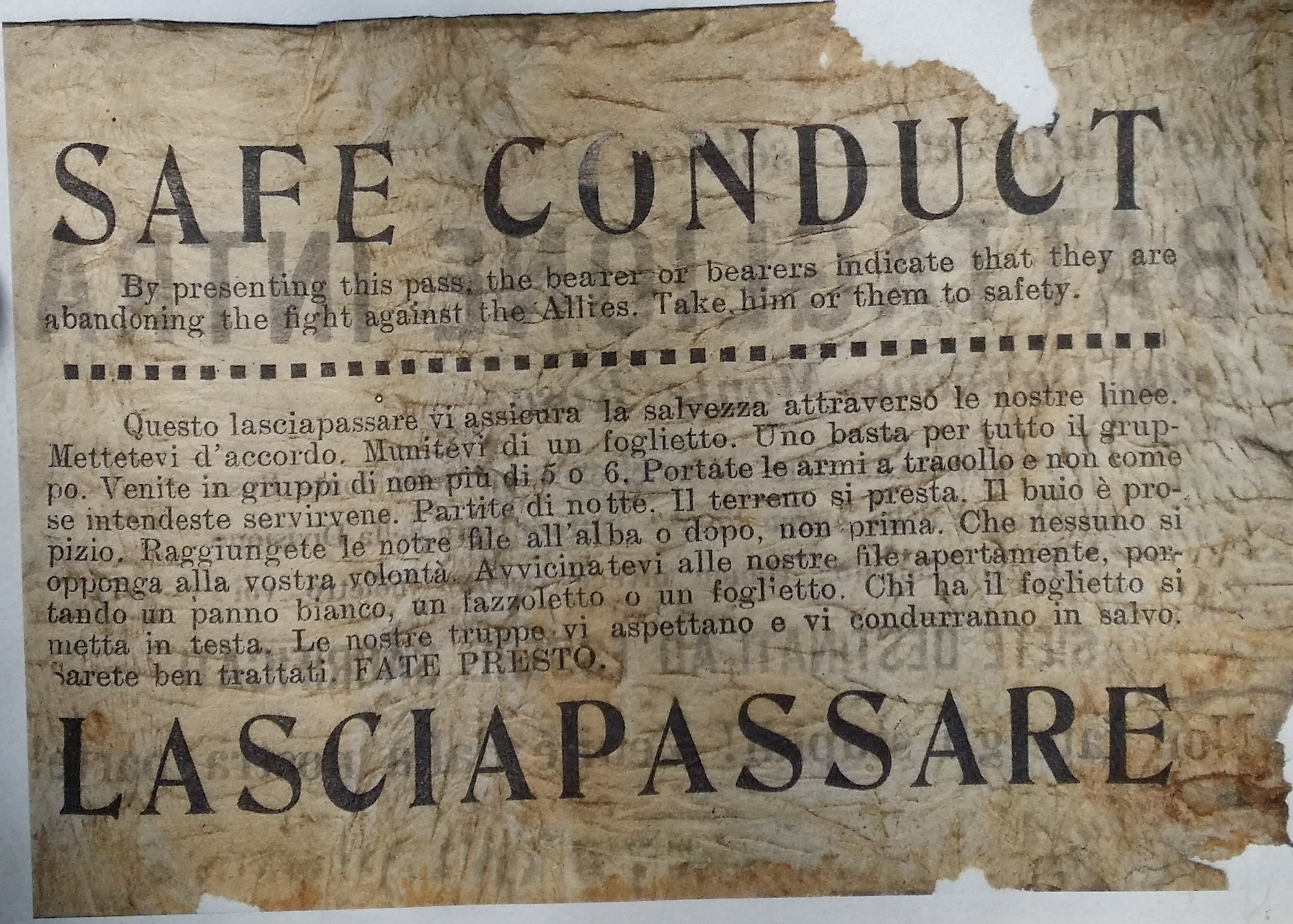
Salvacondotto fornito dagli Alleati

Nell'estate del 1944, nel pieno della Seconda guerra mondiale, il dominio dei nazisti si era esteso anche all'Alta Versilia, comprendendo anche il paese di Retignano, sfruttato per la sua posizione strategica da cui è possibile osservare l'intera vallata e il Tirreno all'orizzonte. Inoltre, l'intera zona rientrava nella Linea Gotica. Alla fine di luglio del 1944, a Retignano arrivò l'ordine di sfollamento per rappresaglia da parte dei tedeschi. L'obiettivo era quello di allontanare gli abitanti dalle loro case e stanare i partigiani rifugiatisi nei boschi, nonché facilitare il passaggio della linea gotica e procedere poi con il bombardamento della montagna.

Soldato americano insieme ad alcuni bambini del paese, 1945

Dal diario di Bettina Federigi si evince il clima che si respirava in quegli anni nel comune di Stazzema.
Ieri verso le 18 i tedeschi hanno attaccato i fogli con l'ordine di sfollamento. Tempo: fino al 1º agosto '44. [...] Tutta la gente scappa con poca roba; i tedeschi principiano a sparare col fucile mitra [...], hanno già fatto saltare due case. [...] Quanta gente per le strade, chi piangeva, chi urlava, chi chiamava. Il Comando tedesco dove rilasciavano il foglio di sfollamento era pieno di gente e persone cariche di roba che non riuscivano a passare e che urlavano per avere il passo libero.»
(Bettina Federigi, estratto del suo diario presente in Versilia Linea Gotica, di Fabrizio Federigi.)
In questa testimonianza si parla di passo libero come sinonimo di "lasciapassare". Si trattava di un documento in lingua tedesca, mal tradotto in italiano, su una carta velina firmata senza timbri, a sottolineare la necessità impellente di permettere alla gente del posto di allontanarsi. Uno dei tanti lasciapassare per i retignanesi, quello di Lorenzo Viti che viaggiava con la sua famiglia, così dice:
Il Comando Germanico»
Poco prima che lo sfollamento riguardasse anche Retignano, i vicini paesi di Farnocchia e Sant'Anna subirono degli attacchi dai primi soldati tedeschi giunti sul posto, presto respinti. A fine luglio, inoltre, buona parte di Farnocchia era stata data alle fiamme. Gli abitanti di Retignano, intimoriti dalle minacce nemiche e dagli orrori che si consumavano nei dintorni, si radunarono quella sera stessa nella chiesa principale, per pregare la Santissima Annunziata, considerata insieme a San Pietro patrona locale. Il parroco dell'epoca, Don Marco Giannetti da Azzano, compose un'invocazione alla vergine Maria per supplicarla di risparmiare il paese.
Salvalo, o Maria, nel periodo burrascoso che attraversiamo.
1º agosto 1944»
(Don Marco Giannetti da Azzano, cartagloria di Retignano)
Mentre i retignanesi si apprestavano a lasciare le loro abitazioni — dai racconti degli anziani del posto — inaspettatamente giunse un contrordine che annullava la precedente richiesta di evacuazione. In segno di riconoscenza, gli abitanti di Retignano fecero offerte alla Madonna, da allora reputata protettrice del paese. La testimonianza di questi fatti si trova in una carta gloriae conservata nella sacrestia della chiesa. Fino a qualche anno fa, il 1º agosto, si scopriva l'immagine sacra in ricordo di tale avvenimento.
La piazza principale del paese, oggi nota come Piazza della Signoria, era dedicata a Padre Marcello Verona dei Carmelitani Scalzi, nativo di Retignano ed ucciso al Mirteto di Massa nel settembre 1944.
Da Retignano, infine, si potevano scorgere dei rivoli di fumo dietro le montagne, indice dell'eccidio avvenuto a Sant'Anna e dintorni il 12 agosto 1944.

### Secondo dopoguerra

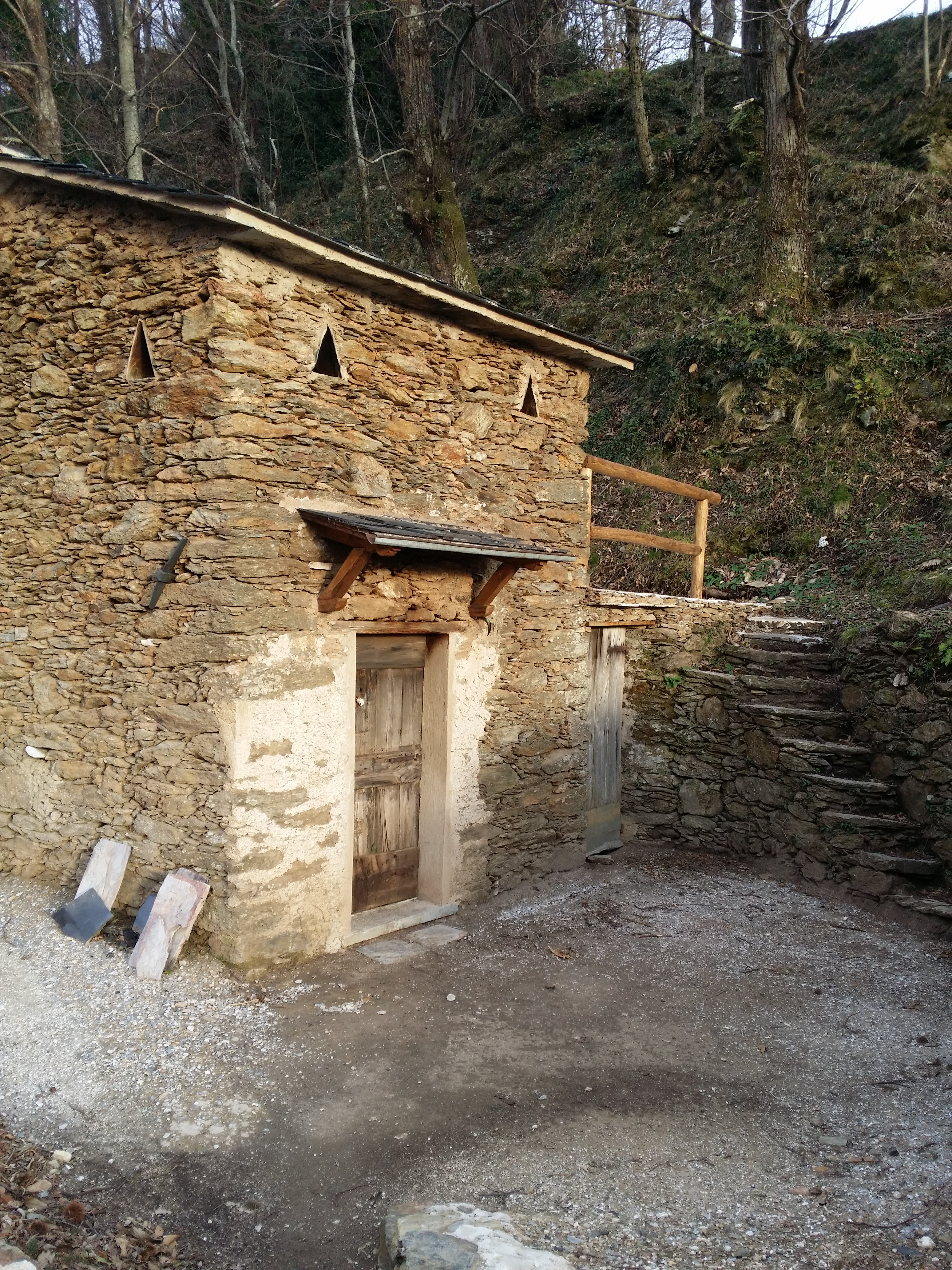
Un tipico metato per le castagne

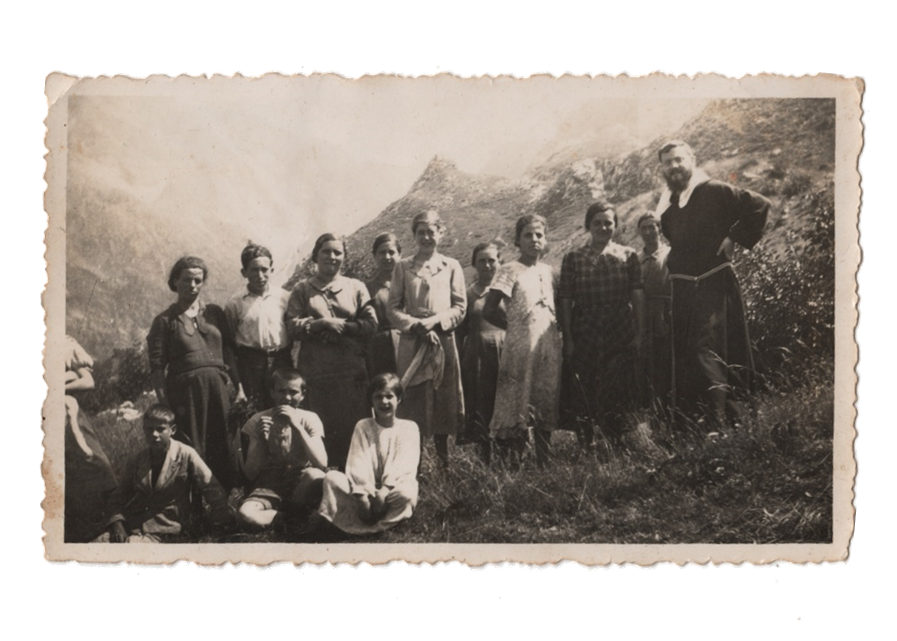
Alcune donne di Retignano sui monti

Il paese di Retignano si è caratterizzato nei secoli per l'agricoltura di sussistenza, basata sulla coltivazione di orti, campi e specialmente estesi uliveti, il tutto grazie alla luce solare che favorisce molte coltivazioni. I boschi venivano adoperati e conservati come risorse per la legna da ardere, le castagne per la produzione di farina eccetera. Dopo la guerra e con le varie difficoltà della Ricostruzione, i retignanesi ebbero difficoltà a rimettere in sesto la propria "economia". Alle porte degli anni Cinquanta, grazie anche agli aiuti finanziari del piano Marshall, l'Italia organizzò un'amministrazione forestale, guidata all'epoca da Amintore Fanfani, il quale avviò una rigorosa politica di tutela dei boschi e delle foreste anche in Alta Versilia.
La politica forestale italiana, infatti, si distinse in quegli anni per il grande interesse dato al rimboschimento di alcune aree montane. In realtà, cenni di una politica boschiva convincente ed efficace si fanno risalire ai primi del Novecento, ma fu solo tra il 1948 e il 1983 che il governo si occupò della salvaguardia di ben 850'000 ettari di terreno nel Belpaese. La prima fase di questo rimboschimento riguardò le zone più colpite dalla guerra.
I paesi di Retignano e Volegno, tradizionalmente legati alle attività nei boschi, furono tra i primi a beneficiare degli aiuti. Essenzialmente il riassestamento di tali territori fu effettuato per fini sociali quali protezione idrogeologica, migliorare l'accessibilità alle zone svantaggiate e così via. Il rimboschimento produttivo riguardò altre aree della Versilia.

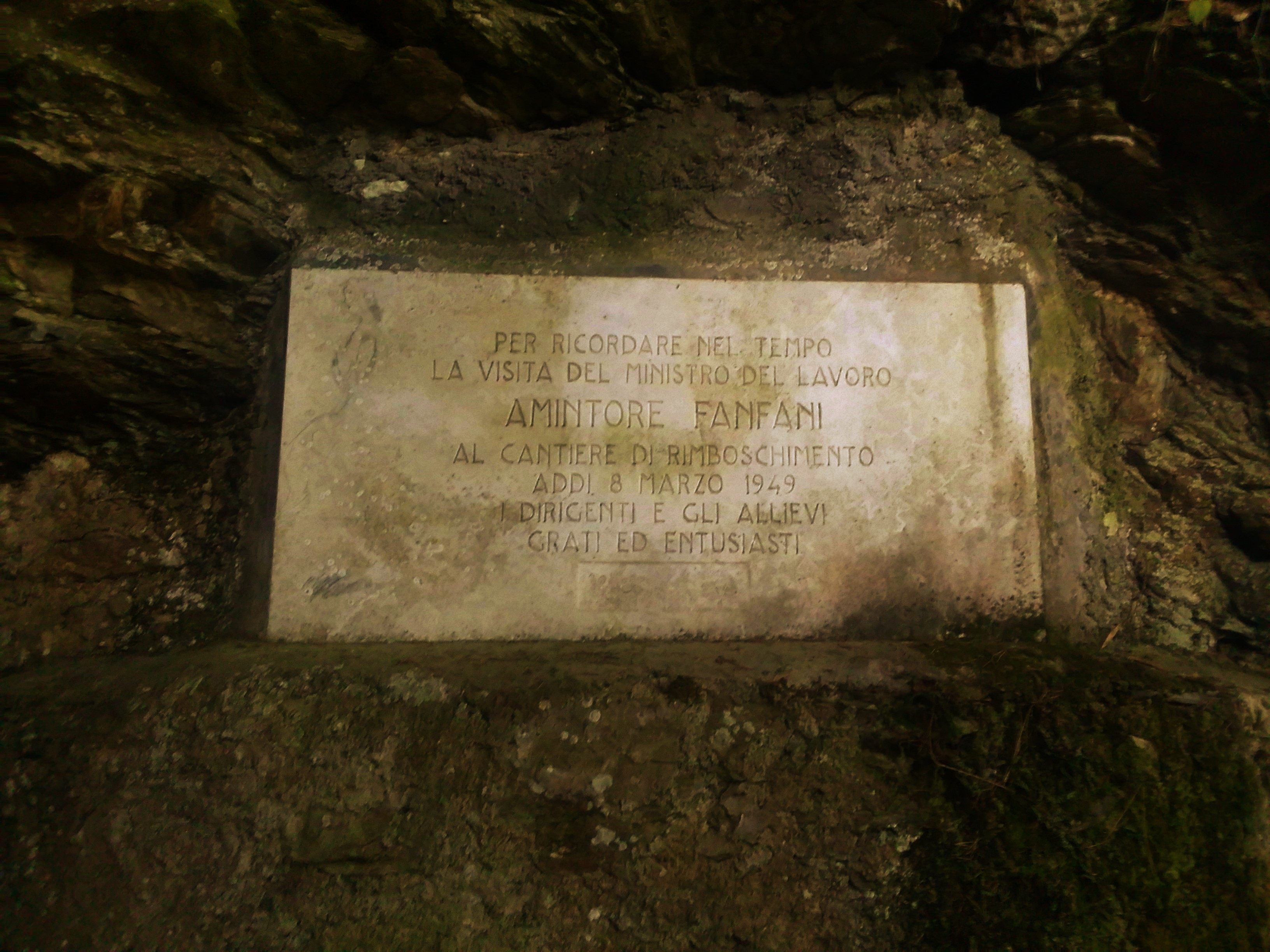
Lapide di Fanfani, 1949

Amintore Fanfani, in visita a Retignano, insediò nel 1949 un cantiere di rimboschimento fra il monte Castello e Montalto, dove ancora oggi sono visitabili i resti delle cave di marmo. Il ministro giunse in paese l'8 marzo 1949, come ricorda una targa di marmo commemorativa posta nel punto in cui iniziò il rimboschimento. Tale targa, nota ai paesani come "Lapide di Fanfani", recita:
la visita del ministro del lavoro Amintore Fanfani al cantiere di rimboschimento addi 8 marzo 1949
Non appena ci si inoltra nei boschi, prima della località Alla Fronte, si trovano i resti delle "pozze", punti di ritrovo delle donne di una volta, dove l'acqua corrente della Fontana di Cima permetteva loro di lavare i panni o raccogliere dell'acqua da portare a casa. Nel sentiero che conduce alle cave si incontrano il Canal Secco e Rio, le sorgenti principali dell'acquedotto di Retignano di un tempo.
Nel 1953 in paese fu installata una stazione meteorologica che fornisce le statistiche climatiche per tutto il comune di Stazzema

### Anni duemila

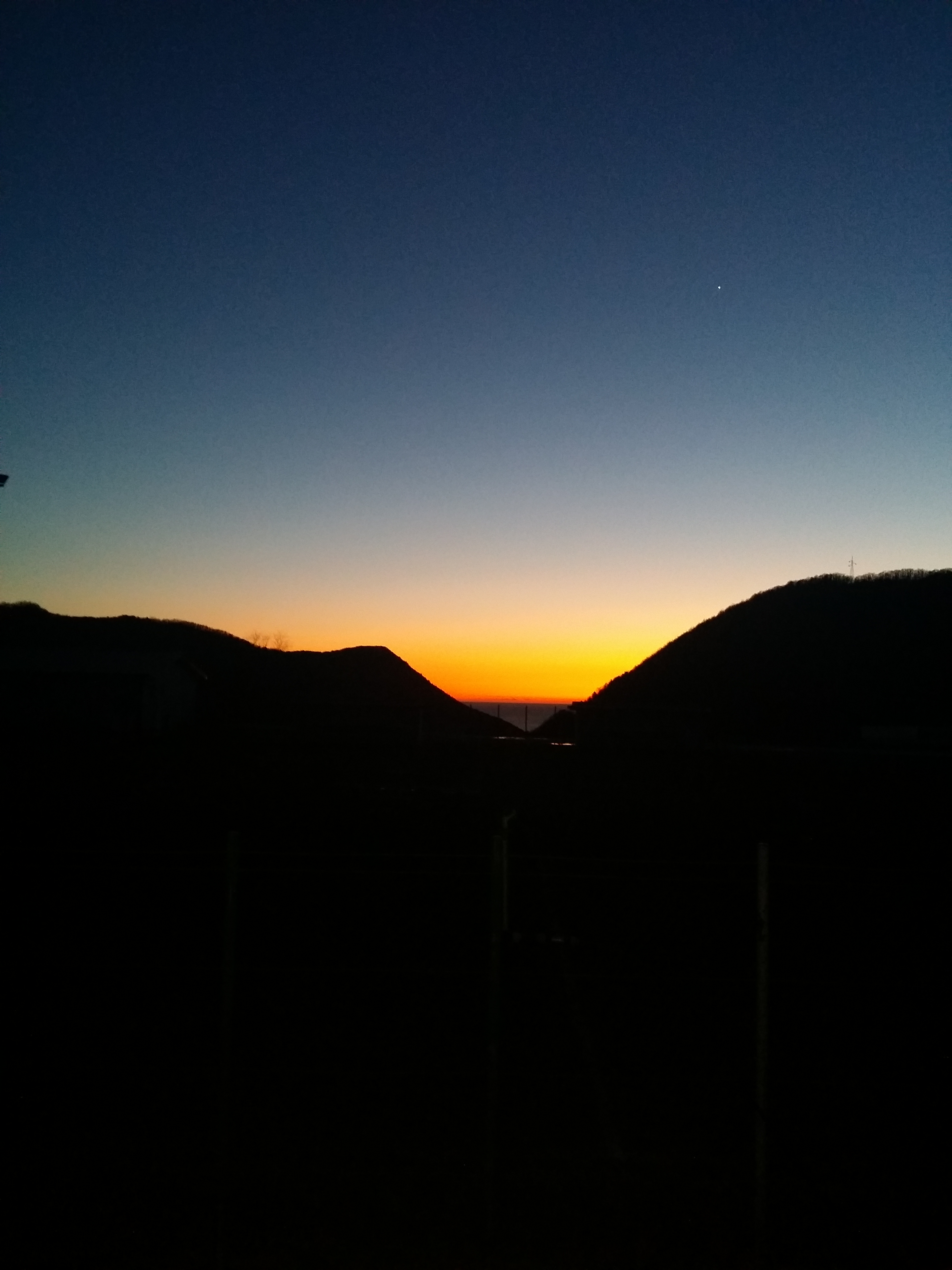
Tramonto visto dal campo da calcio

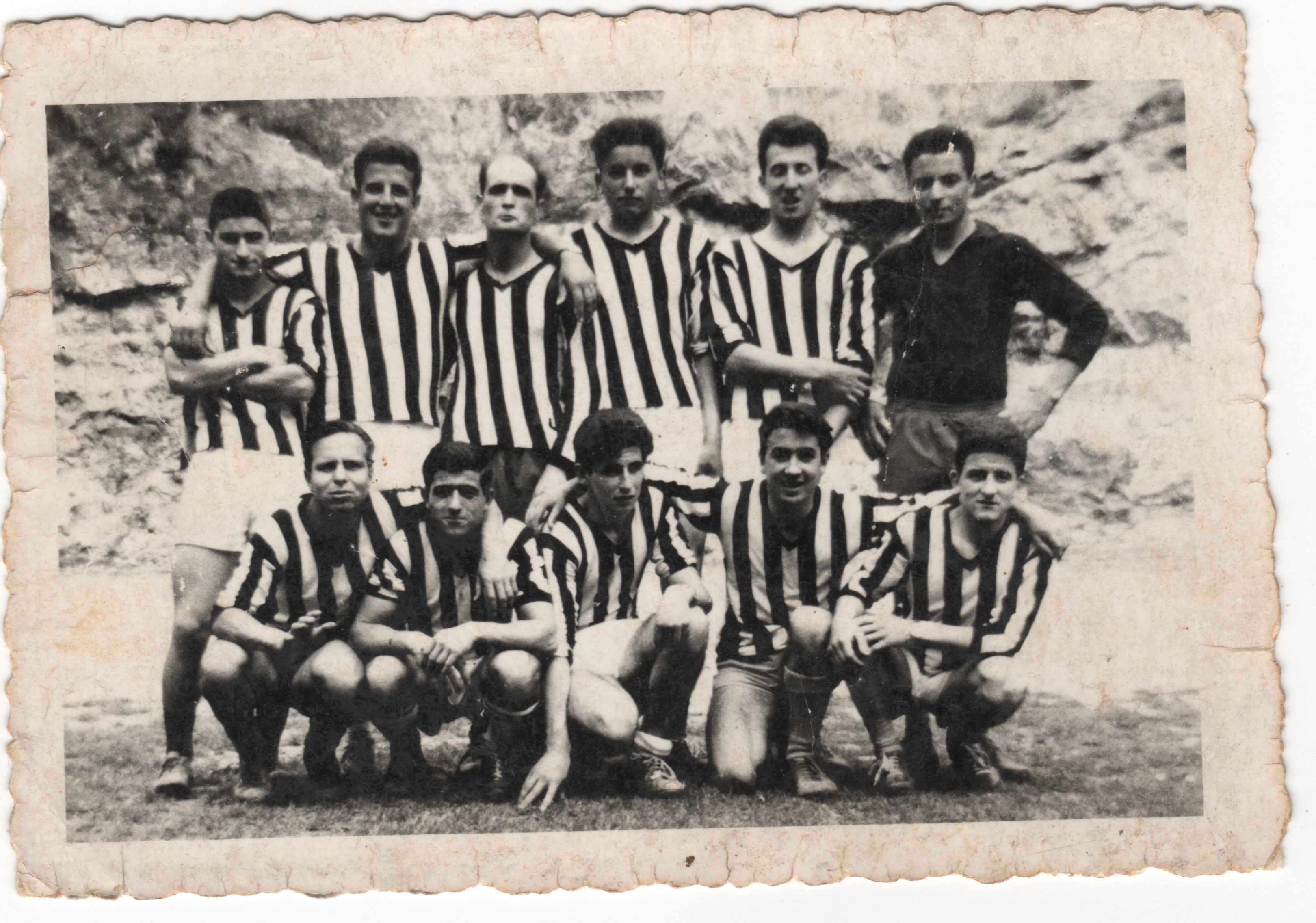
Squadra di calcio negli anni sessanta

Si organizzano periodicamente manifestazioni paesane di rilievo sociale, religioso e turistico quali sagre in occasione delle feste paesane, processioni luminarie del "Gesù Morto", che richiamano sempre centinaia di persone, piccole mostre, balli in piazza.
Il paese è sede del torneo calcistico Alta Versilia, sfida che vede impegnate le formazioni dei paesi dello Stazzemese per la conquista del Trofeo Barsottini.
Infine, d'estate, il giorno 29 giugno (la festa del patrono del paese) viene organizzata una sagra, detta Sagra del Tordello, di durata in genere di tre giorni. L'evento si ripete anche a metà luglio e richiama numerose persone, soprattutto per l'atmosfera tranquilla e rilassante delle montagne.
Nell'anno 2001 a seguito della fusione per incorporazione con la Polisportiva Retignano, il CRO prese l'attuale nome, CRS (Circolo Ricreativo Sportivo). Una propria squadra rappresentativa è militante nel campionato di calcio FIGC di terza categoria, dopo una stagione in seconda. In tutto, la squadra del paese si è aggiudicata ben 9 tornei, guadagnando così nove stelle sullo stemma (un gatto in primo piano su uno sfondo bianco-celeste).
Nel 2006 terminarono i lavori di ristrutturazione del vecchio complesso delle ex-scuole, sostituito da un bar-ristorante e, sulla sinistra, dalla sede del CERAFRI, un centro per la monitoraggio del rischio idrologico della Versilia sorto dopo le necessità emerse a seguito dell'alluvione del 1996.
Nel mese di aprile 2008 il furto del noto quadro votivo dell'Immacolata Concezione ha suscitato grande sconforto nel paese.
Nell'estate del 2013 si è tenuto il 1° Trofeo San Pietro: consiste in una corsa competitiva e in una non-competitiva con i percorsi che si snodano all'interno del paese e con difficoltà diverse a seconda della tipologia di corsa scelta. L'evento si è ripetuto nel 2014.
Il 22 e il 23 marzo 2014, presso il campo sportivo di Retignano, oltre 500 volontari delle Pubbliche Assistenze toscane hanno testato nuovi protocolli per l'allestimento di campi base in caso di emergenze. Il progetto, che ha simulato il verificarsi di uno sciame sismico e diverse allerte meteo, ha coinvolto molti giovani ed anche la popolazione. Franco Gabrielli, capo della Protezione Civile, ha poi ricevuto la cittadinanza onoraria di Stazzema. Nel giugno 2014 si è invece tenuto al CERAFRI un convegno sulla sicurezza della montagna e la tutela dell'ambiente.
Nell'agosto 2015 Retignano è stato scelto come uno dei paesi ospitanti parte della mostra "I Colori per la pace", organizzata dall'omonima associazione al fine di promuovere la pace e la garanzia dei diritti civili alle popolazioni delle nazioni meno fortunate. La mostra consisteva nell'esposizione di oltre 400 disegni di bambini provenienti da Italia, Spagna, Colombia, Malawi, Armenia, Nuova Zelanda e Myanmar. I temi principali erano la pace e la libertà. Alla mostra ha partecipato anche l'ambasciatore dell'Armenia.
Dal 2016, il campo sportivo del paese di Retignano è stato adibito a zona di atterraggio per l'elisoccorso, per facilitare il trasporto di infortunati verso le strutture ospedaliere. Lo stesso campo è anche centro di raccolta per i paesani in caso di attività sismica.

## Monumenti e luoghi d'interesse

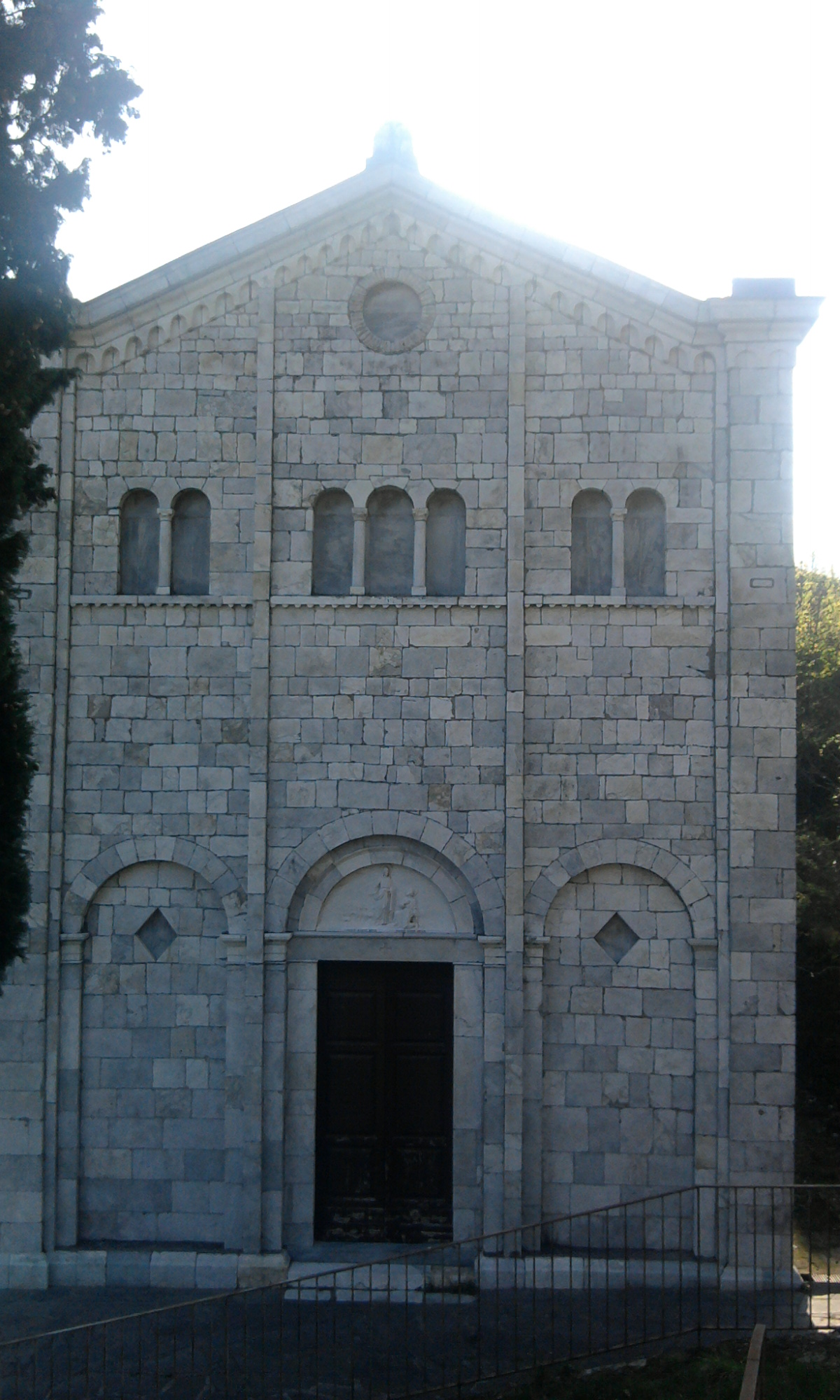
La chiesa di San Pietro

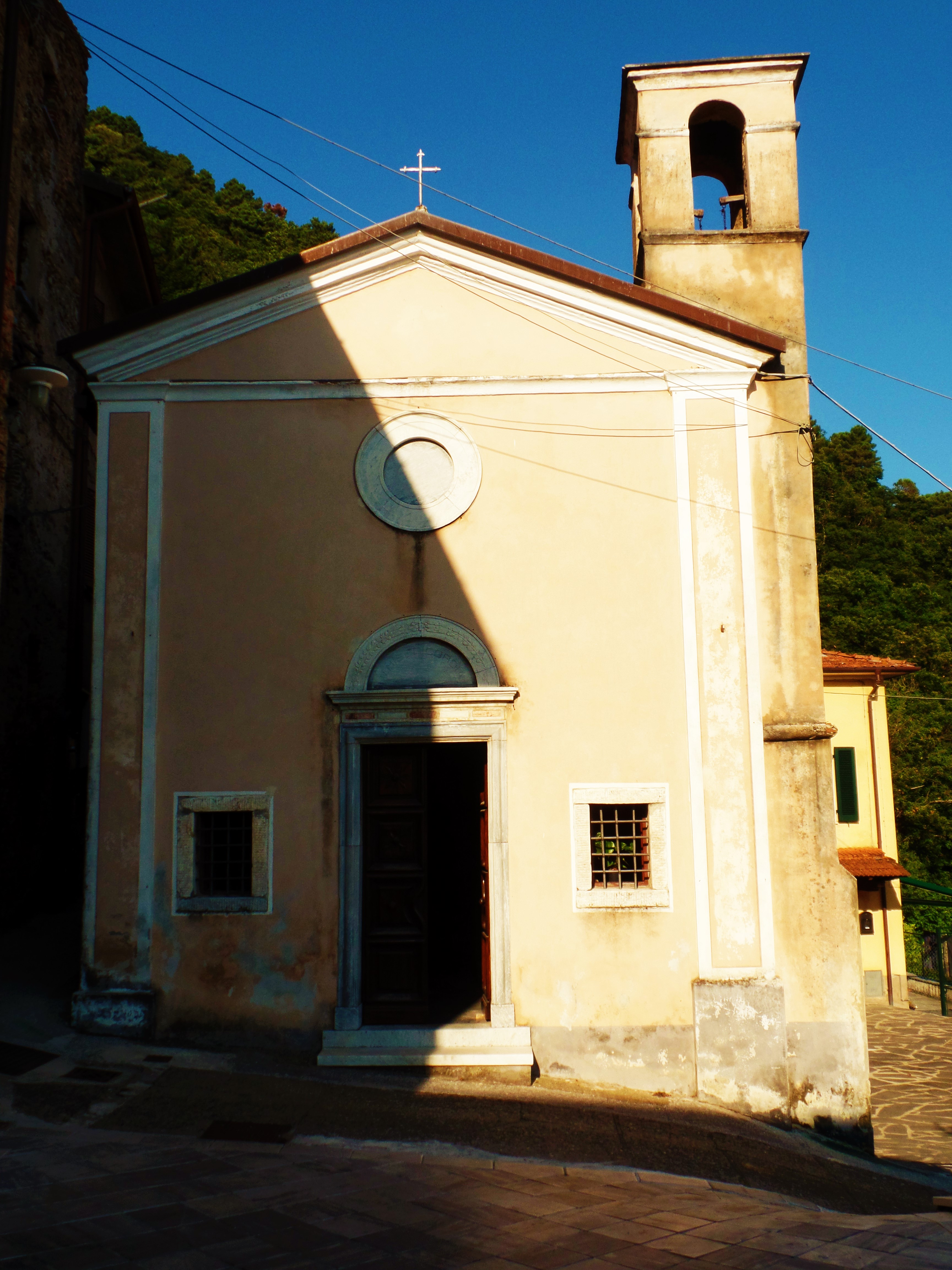
La Chiesina

### Architetture religiose

#### Chiesa di San Pietro
Alcune fonti datano la costruzione della chiesa di San Pietro a Retignano a prima dell'VIII secolo d.C. Inizialmente si trattava di un edificio di dimensioni ridotte, con una facciata rivolta sulla valle. Sulla fiancata sinistra si trovava un ingresso, in seguito murato, di cui oggi si possono ancora scorgere alcune tracce. Nel corso del Duecento venne ampliata e rivolta verso ponente e nel Trecento divenne parrocchia. Dal 1525 al 1530 venne ingrandita nella parte posteriore con l'aggiunta di un'abside circolare e finestre monofore. Nel 1581 il tetto, danneggiato, fu riparato e l'occasione fu colta anche per restaurare la canonica, il pavimento e la Tomba dei Parroci (1588). Poco prima dell'Unità d'Italia del 1861, la chiesa di San Pietro fu ulteriormente 'modernizzata': così facendo scomparvero in breve tempo gli ultimi elementi di notevole interesse storico delle facciate laterali. Per mancanza di fondi non fu neppure possibile realizzare un disegno dell'architetto Andreotti di Pietrasanta. Passò poi dalla diocesi di Lucca a quella di Pisa in seguito alla decisione di Pio VI il 18 luglio 1789.

#### La Chiesina
In paese esiste una chiesa secondaria la quale, per le sue ridotte dimensioni, è nota ai paesani come "Chiesina". A differenza della chiesa maggiore, le origini di questo edificio sono alquanto incerte. Alcuni ritrovamenti di testi durante gli anni sessanta del secolo scorso lasciano presupporre che la Chiesina risalga al tardo XVIII secolo. Questo luogo sacro è dedicato alla Madonna, la cui festa ricorre ogni 15 agosto insieme ai festeggiamenti di Ferragosto.
Nel 1910, cioè l'anno della propria fondazione, la Venerabile Misericordia insieme al parroco ha ufficializzato alcune celebrazioni all'interno della Chiesina.
L'organo che si trova in questo posto fu acquistato da un gruppo di Padri Francescani di Retignano dalla Chiesa di S. Croce alle Piagge nei dintorni di Pisa, un acquisto che si fa risalire al 1810.
Le maggiori opere che si trovano al suo interno sono di Lorenzo Stagi e risalgono al Quattrocento.

#### Il cimitero

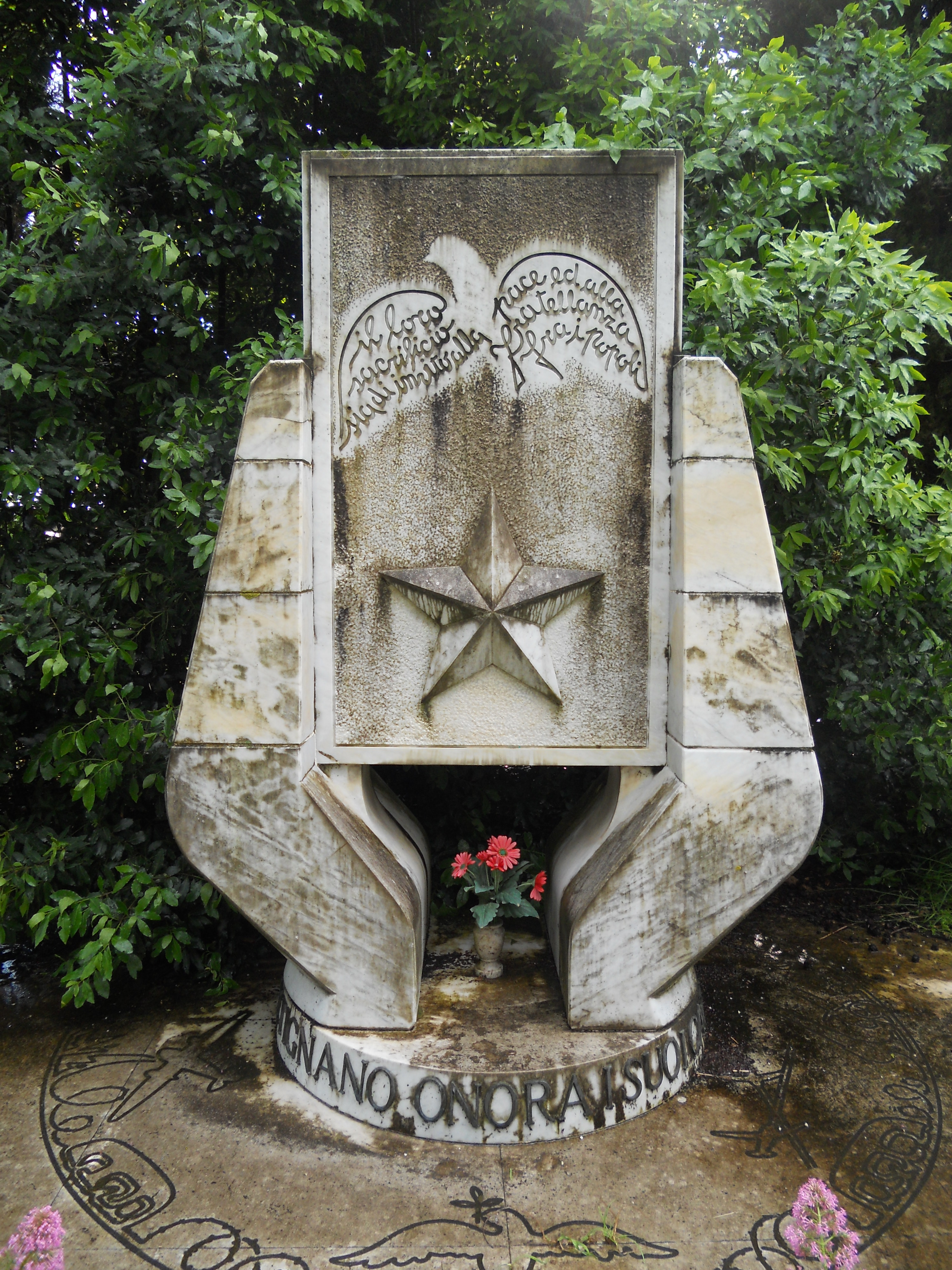
Il monumento

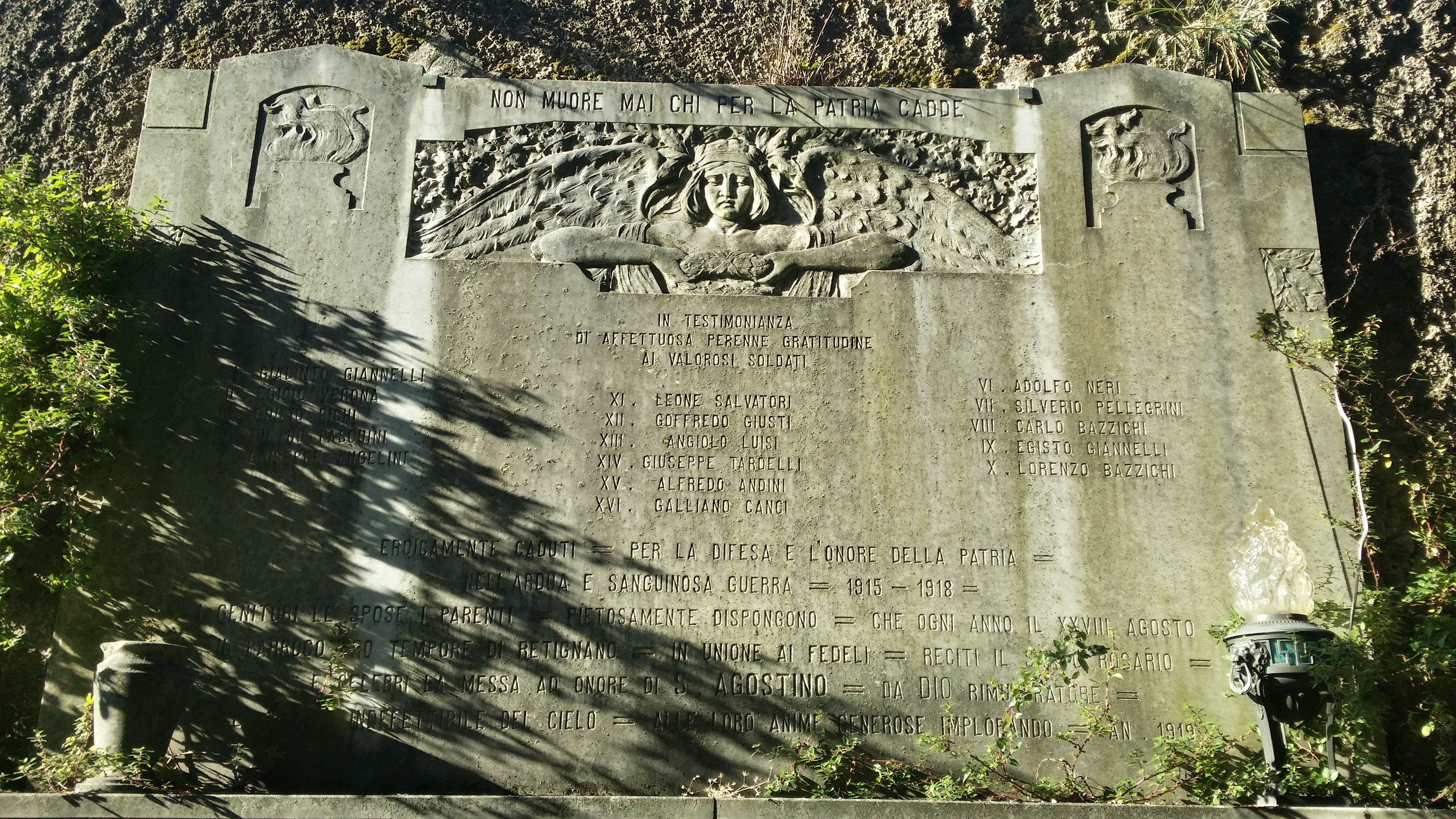
Lapide che reca i nomi dei caduti nella prima guerra mondiale

Nel 1840 fu iniziato il progetto di realizzazione del cimitero. Fu successivamente ampliato nel 1930 ed adornato con cappelle e tombe particolari. Una cinquantina di anni dopo venne sviluppato un piano superiore del cimitero.

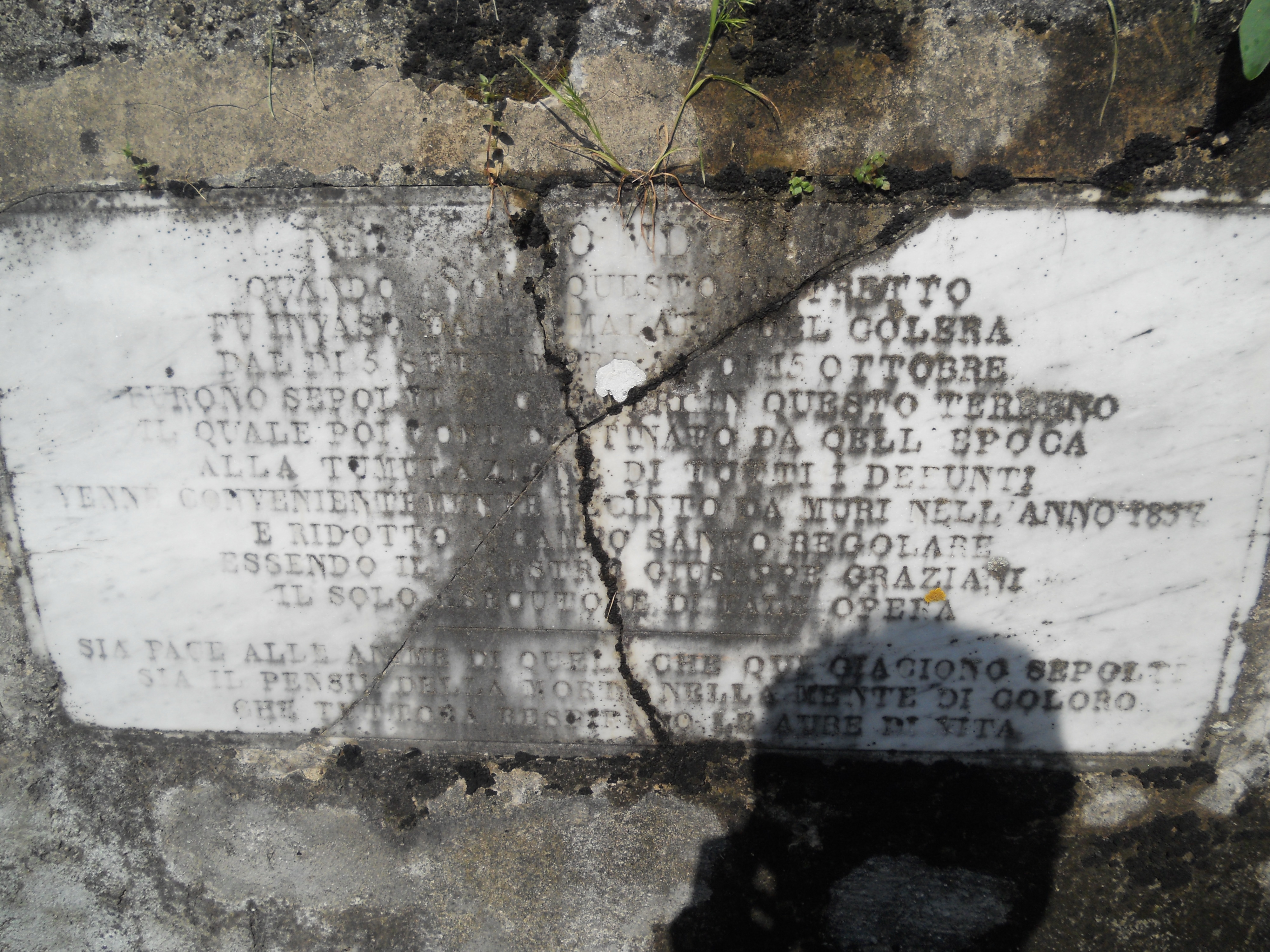
L'incisione dell'Ottocento

Nel periodo iniziale della costruzione, il progetto per la realizzazione del cimitero subì diverse modifiche, specialmente dovute alle recenti vittime di epidemie. In quest'ultimo caso, all'ingresso del cimitero è tuttora visibile una lapide su cui si parla dell'epidemia di colera che colpì il paese nel 1857 ed ebbe alcuni casi persino negli anni a seguire, causando grave scompiglio fra gli abitanti. Sebbene oggi la lapide sia stata parzialmente rovinata dagli agenti atmosferici e metà di essa sia caduta in rovina a causa di un cedimento del terreno circostante, si può ancora leggere quello che vi è scritto:

### Altro

#### Monumento ai caduti
Alla sinistra dell'entrata principale del cimitero, si trova un'area interamente dedicata ai caduti durante le grandi guerre del Novecento che segnarono profondamente il paese. La zona commemorativa, inaugurata il 4 ottobre 1992, si compone di un vialetto che conduce al monumento principale (realizzato dal signor Alfieri Tessa), mentre intorno ad esso si ergono degli alberi a simboleggiare le vite degli uomini partiti per combattere e mai più tornati. Il monumento, realizzato nei decenni a seguire, vuole anche essere un ricordo perenne delle atrocità della guerra e un monito affinché non si ripetano più eventi simili. Sulla facciata principale è stata incisa una colomba, simbolo di pace, all'interno delle cui ali si trovano delle parole di conforto ed un invito alla fratellanza tra i popoli.
Ai lati del cosiddetto "parco della rimembranza" troviamo una lapide con su incisi i nomi dei caduti nella Prima guerra mondiale. Vi è anche un invito perenne al celebrare il ricordo di coloro che servirono la patria, radunando i fedeli ogni 28 agosto per pregare per le loro anime e per invocare la pace.

## Società

### Evoluzione demografica

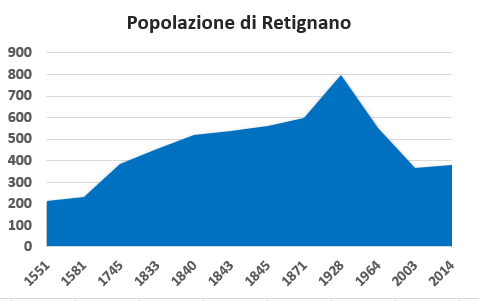
Grafico della popolazione di Retignano

La tabella seguente riporta il numero di abitanti del paese in alcuni periodi storici:
| Anno | Abitanti |
| ---- | -------- |
| 1551 | 213      |
| 1581 | 233      |
| 1745 | 386      |
| 1767 | 218      |
| 1833 | 455      |
| 1840 | 519      |
| 1841 | 525      |
| 1843 | 536      |
| 1845 | 559      |
| 1871 | 600      |
| 1905 | 595      |
| 1921 | 621      |
| 1928 | 800      |
| 1938 | 458      |
| 1951 | 508      |
| 1961 | 490      |
| 1964 | 550      |
| 1971 | 445      |
| 1981 | 444      |
| 1991 | 399      |
| 2003 | 366      |
| 2014 | 381      |

Come si può osservare, il numero degli abitanti è variato numerose volte nell'arco di cinque secoli e questo è dovuto in parte al progressivo miglioramento delle condizioni di vita e lavoro (in alcuni periodi), mentre il drastico calo del Novecento è conseguenza diretta delle guerre mondiali, della migrazione verso il continente americano e dell'urbanizzazione.

### Religione

#### Congregazione del Santissimo Rosario
Il 1º luglio 1640, padre Agostino Lorenzi da Lucca istituì in paese questa nuova organizzazione, come richiesto dal procuratore generale dei Domenicani, datato 2 aprile 1640. Fiorente fino alla metà del secolo scorso, la Congregazione aveva lo scopo di diffondere il cristianesimo tra la popolazione e di occuparsi degli edifici ecclesiastici.

#### Compagnia del Santissimo Sacramento
Sebbene non si conosca con l'esattezza l'anno della fondazione, dai registri parrocchiali emerge che Sua Eccellenza Monsignor Martino Bianchi, arcivescovo di Lucca, il 25 marzo 1773 indirizzò una lettera al parroco Don Michele Silicani, citando questa compagnia e chiedendo a questi di occuparsi delle entrate e delle uscite della stessa. Altri documenti citano l'organizzazione e risalgono al 1768, ragion per cui è lecito desumere che si sia sviluppata nella metà del Settecento.
Il 29 maggio 1866, il vicario generale di Pisa, Monsignor Della Fanteria, su richiesta, concedeva agli iscritti di indossare speciali indumenti nelle processioni, abiti da cerimonia riservati solo ad altre cariche ecclesiastiche.
Il 12 ottobre 1904 il cardinale Maffi, in visita pastorale alla comunità di Retignano, così lasciò scritto negli archivi della chiesa: "Visto e approvo, aggiungendo un plauso ed un ringraziamento per lo zelo che il paese dimostra nel promuovere il decoro delle Sacre Funzioni".

### Tradizioni e folclore
A Retignano, come in tutta la Versilia, la Garfagnana e per esteso la provincia di Lucca, fanno parte dell'immaginario collettivo alcuni folletti ed altri esseri malefici provenienti dai boschi. Già i Liguri Apuani attribuivano ad ogni elemento naturale o fenomeno un proprio rappresentante, spesso una divinità. In questo caso si parla invece di "mostri" provenienti da racconti popolari. I più conosciuti sono il linchetto e il buffardello, talvolta erroneamente confusi uno con l'altro o visti come sinonimi.
Gli abitanti del paese di Retignano sono anche spesso definiti "gatti", ironicamente parlando, in riferimento, si pensa, al grande numero di gatti che un tempo abitava le vie del paese e le zone boschive. Rimandi a questa tradizione sono ancora visibili nello stemma della squadra di calcio e nella mascotte, il "gatto Silvestro".

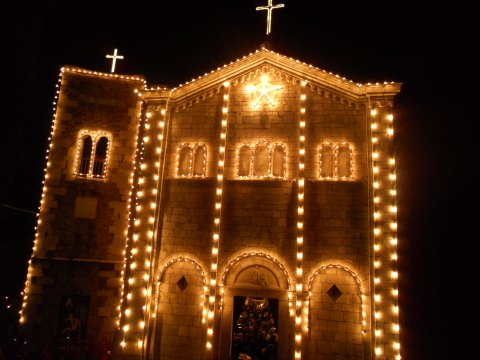
La Chiesa illuminata in occasione della processione del 2014

In Versilia, in occasione del Venerdì Santo, si svolge una particolare cerimonia che richiama parecchie centinaia di persone: la processione di "Gesù Morto". Nel periodo compreso tra la seconda metà circa dell'Ottocento e i primi del Novecento, gli abitanti del paese di Retignano, insieme a quelli di Terrinca, diedero il via a una lunga serie di processioni in ricordo di Gesù, che si svolgevano in concomitanza con Seravezza. Questi tre facevano dapprima ognuno la sua processione, poi col passare del tempo si è arrivati ad una scelta più democratica, cosicché a turno ciascuno potesse avere la sua opportunità per la processione triennale. Furono costruite le pietà, ovvero opere raffiguranti Gesù in vari modi, a partire da quello accasciato sopra ai lenzuoli a quello inginocchiato e sanguinante sotto le vesti della Madonna. In occasione del Venerdì Santo, il paese di turno si organizza ricreando un po' la giusta atmosfera. Durante il pomeriggio vengono disposti dei bicchierini di vetro contenenti delle candele lungo tutto il percorso che si seguirà durante la processione, passando in tutto il paese. In chiesa si organizzano tutte le luci e sul campanile vengono affisse delle croci illuminate così come sul monte ‘Il Castello’, per quanto riguarda Retignano, dove sorgono le tre croci del Calvario. Quando arriva la sera, dopo l'iniziale messa, si procede col giro nel paese. Gli uomini sorreggono la pietà, alcune persone leggono i passi più salienti narrati nella Bibbia e nel Vangelo mentre gli altri camminano in silenzio, con in mano delle candele accese.

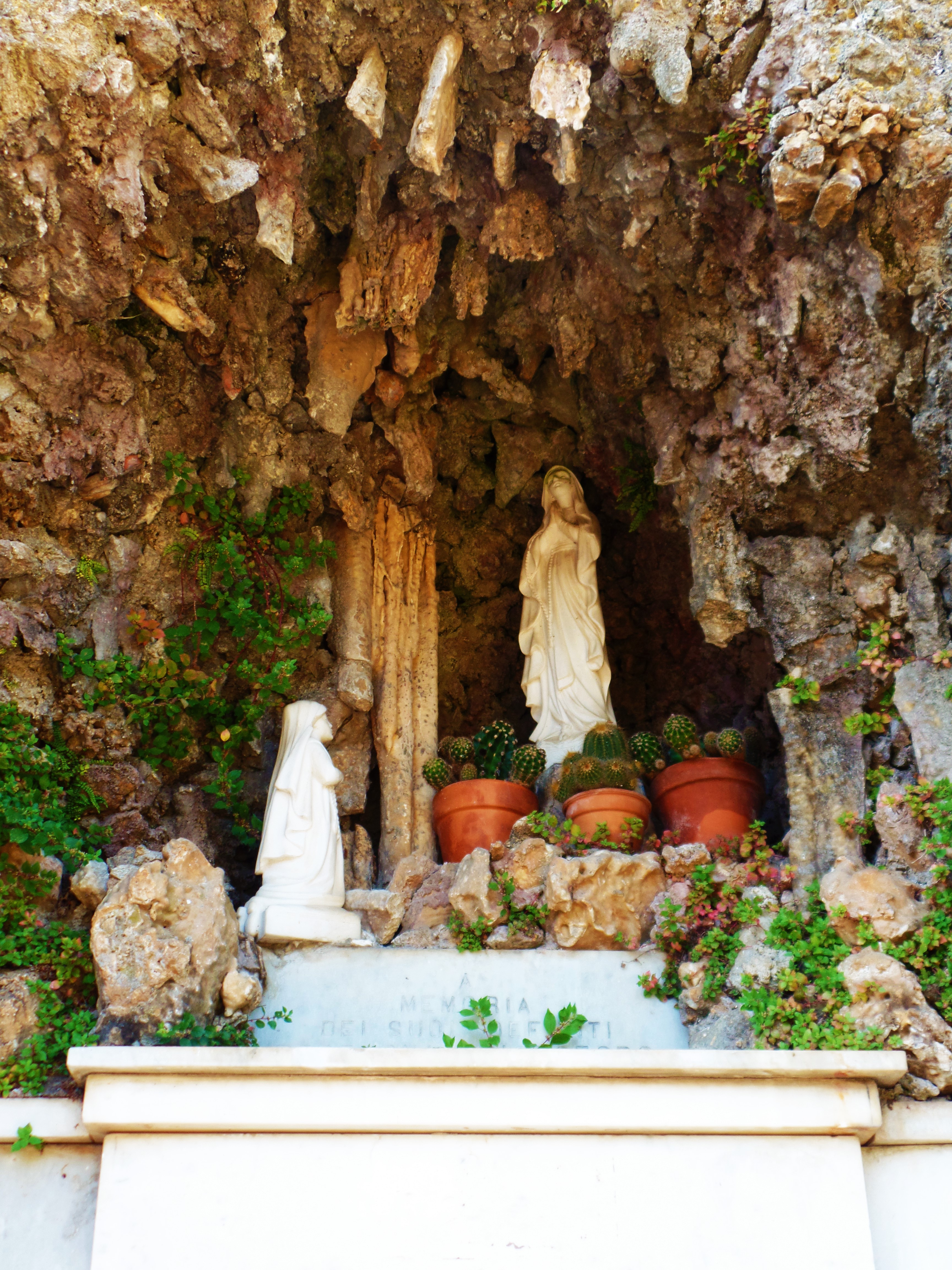
Una delle fontane di Retignano

### Istituzioni, enti e associazioni
Il primo statuto e le prime opere risalgono al 1908, tuttavia la cerimonia ufficiale per la fondazione della Venerabile Misericordia di Retignano risale al 1910. Ancora oggi attiva, dopo generazioni, ricopre, tra le principali mansioni, quella di organizzare piccole attività in paese e di gestire le processioni religiose. Ha sede in via Impero 2.

## Geografia antropica

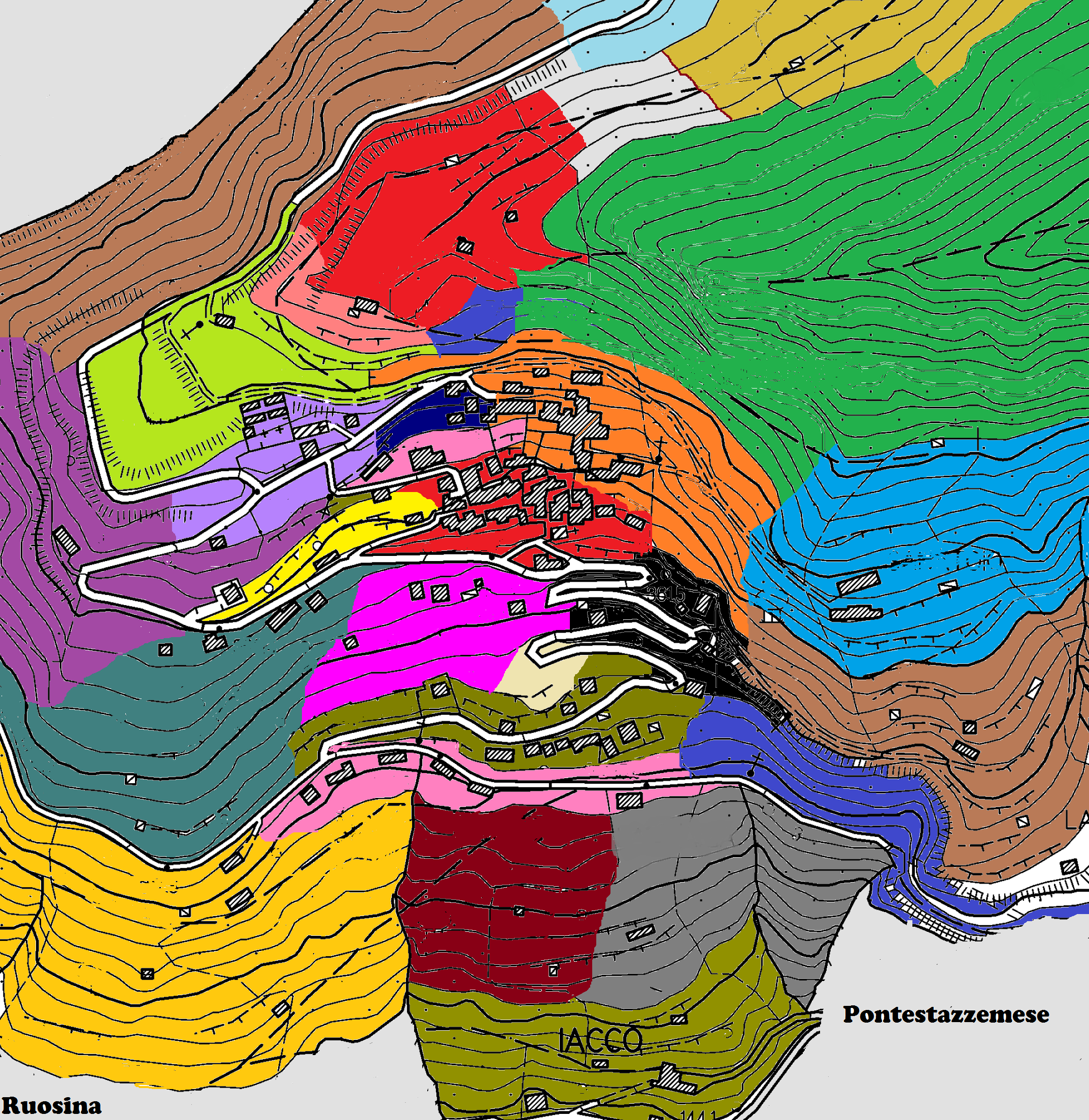
Suddivisione di Retignano nei borghi principali. (Lorenzo Vannoni)

I principali borghi degni di nota sono i seguenti:
- Borgo sovrano: il borgo principale del paese, il più antico, sede del vecchio Comunello e delle prigioni. Comprende la "Chiesetta" e una delle principali fontane del paese.
- Vicinato
- Chiesa
- Boschetto
- Il Colle, Valli, San Michele, Santa Lucia e "Chiasso".
- In Piano, il Casino, Pian di Scala e la "Rossola".
- Sanatoio e "La Fronte".
- Pianatella, la Croce, Campeggioli (alto e basso), "la Lama" e il Furo.
- Iacco

## Economia

### Attività estrattiva

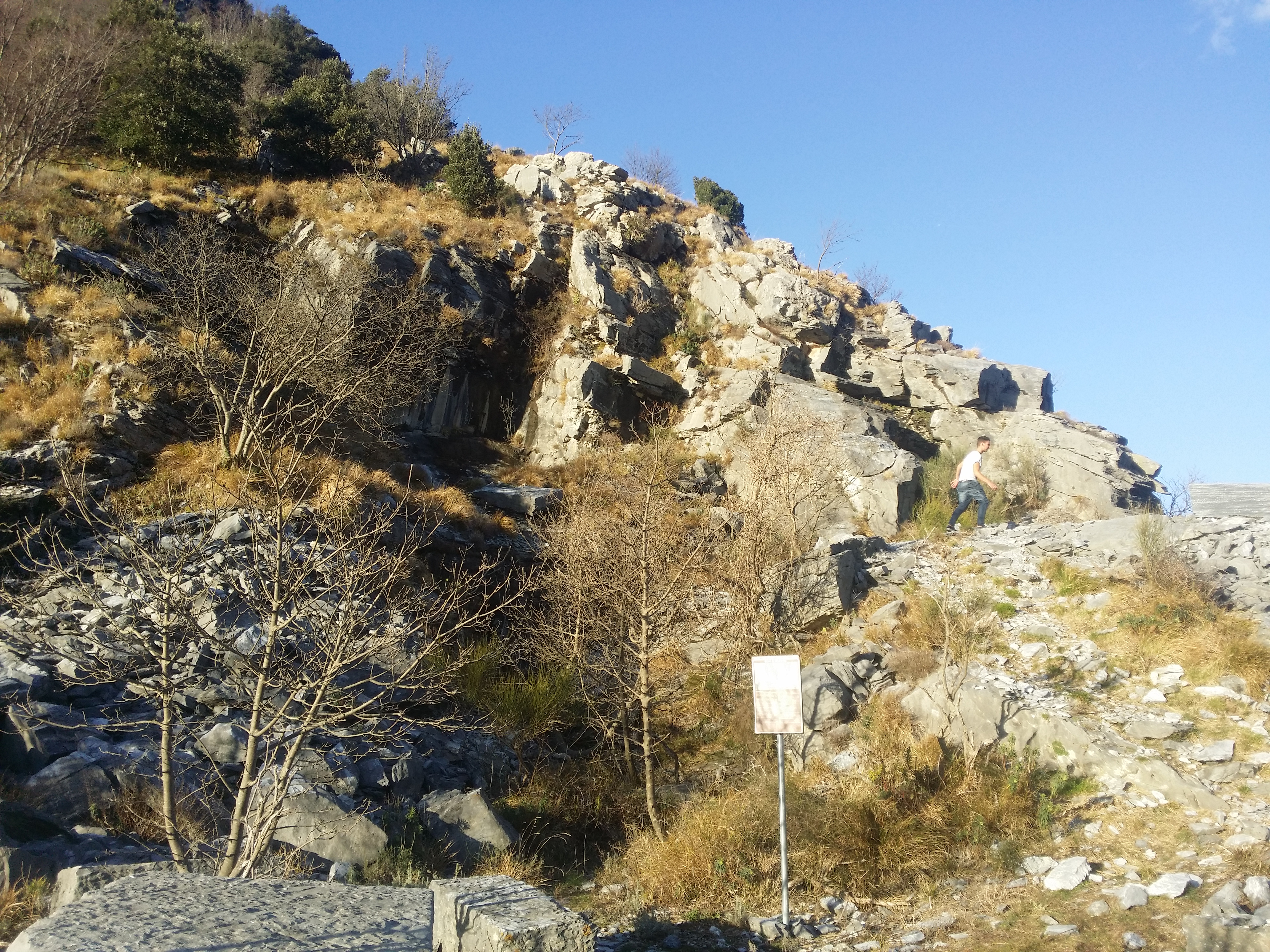
Sito estrattivo del bardiglio fiorito

L'Alta Versilia è caratterizzata da diversi siti di estrazione del marmo, oggetto di una dura battaglia ambientalista per la loro chiusura da parte del movimento No Cav. In particolare, a Retignano è noto il complesso delle cave di Montalto. A seguito di un provvedimento di "liberalizzazione mineraria" del 1788 e grazie ai finanziamenti della Banca Elisiana di Elisa Bonaparte Baciocchi, diversi imprenditori sia italiani che stranieri scelsero di investire in Versilia e puntarono sull'acquistare dei terreni negli ex comunelli di Retignano e Volegno, compiendo le prive escavazioni marmifere in Versilia nel vivo della Rivoluzione industriale. Tra i più importanti imprenditori interessati a Retignano ricordiamo Sancholle, Beresford e soprattutto Henraux.
Le cave di Montalto divennero operative a partire dal biennio 1818-1820, quando fu possibile avviare l'estrazione di un marmo pregiato ed apprezzato anche all'estero: il "bardiglio fiorito". La produzione fu notevole grazie alla continua richiesta di tale marmo e alla sua qualità. Ad ogni modo, i cavatori erano costretti a lavorare in condizioni avverse, dovute alla posizione impervia delle cave e alla difficoltà di trasportare il marmo dal sito estrattivo ai centri di raccolta e ai laboratori. Sebbene la produzione di bardiglio fiorito ed altri marmi sia durata per oltre un secolo e mezzo, le difficoltà non furono poche e più volte le cave rischiarono la chiusura.
Durante la Seconda guerra mondiale e la conseguente occupazione nazista del comune di Stazzema, le cave di Retignano sospesero la propria attività estrattiva. I maggiori imprenditori, nel secondo dopoguerra, affidarono le cave alle comunità di cavatori locali, preferendo investire in altre fonti marmifere più proficue. Negli anni Sessanta il sistema di lizzatura del marmo venne abbandonato e le cave di Retignano non furono dotate di strade per gli automezzi adibiti al carico/scarico del materiale. Fu così che prima degli anni Settanta le cave iniziarono ad essere progressivamente abbandonate.
Oggi le cave sono visitabili al pubblico ed accessibili mediante dei sentieri che collegano i paesi di Retignano e Volegno.
Lungo il sentiero principale, che parte da Sanatoio-Prossaia, in località Canalettora si trova una casa diroccata e poco avanti la via di lizza delle cave di Mont'Alto. Dall'immagine si vede che oggi le cave sono state invase da piante varie e scepi, uno stato di totale abbandono dovuto anche al mancato consenso della ditta Henraux di tenere viva la memoria di quei posti. Come già sottolineato, le cave oggi non sono in attività ma sono ricche di quasi tutte le piante officinali tipiche del Mediterraneo: si trovano in abbondanza timo, asparagi, camugero, vinacciolo ed altre piante ancora.

## Infrastrutture e trasporti
Retignano era servito da una fermata della rete delle tranvie della Versilia, composta da linee tranviarie a scartamento metrico a vapore per servizio passeggeri e merci, e attiva fra il 1916 ed il 1951. L'apertura al traffico passeggeri nella pianura versiliese avvenne all'inizio del 1916. Retignano ed altri paesi dell'Alta Versilia disposero, a partire dal 1923, di fermate adibite al trasporto di merci, specialmente il marmo estratto dalle cave. La seconda guerra mondiale, oltre alle forti privazioni economiche, comportò per la rete tranviaria versiliese pensantissimi danni in relazione alla dislocazione nel territorio della linea Gotica. Il 30 giugno 1951, con la circolazione dell'ultimo treno merci, la rete chiuse i battenti. Questo fattore si rivelerà cruciale per la definitiva chiusura delle cave di Retignano e Volegno, avvenuta un decennio più tardi.

## Sport
Ha sede nella località la società di calcio C.R.S. Retignano militante in 3ª Categoria 2020-2021. Disputa gli incontri al campo sportivo Ricci e Macchiarini, 1996, intitolato in ricordo di due ragazzi che persero la vita nell'alluvione della Versilia del 19 giugno 1996.
Alcune aree appartenenti al paese di Retignano sono sfruttate da escursionisti ed esperti come pareti da arrampicata.